# فهرست سیارک‌ها (۱۶۲۰۰۱–۱۶۳۰۰۱)
فهرست سیارک‌ها (۱۶۲۰۰۱ - ۱۶۳۰۰۱) فهرست سیارک‌ها از ۱۶۲۰۰۱ تا ۱۶۳۰۰۱ است.
| نام    | نام انگلیسی | تاریخ کشف       |
| ------ | ----------- | --------------- |
| ۱۶۲۰۰۱ | Vulpius     | ۱۰ اکتبر ۱۹۹۰   |
| ۱۶۲۰۰۲ | 1990 TC10   | ۱۰ اکتبر ۱۹۹۰   |
| ۱۶۲۰۰۲ | 1991 TG     | ۱ اکتبر ۱۹۹۱    |
| ۱۶۲۰۰۲ | 1991 VE     | ۳ نوامبر ۱۹۹۱   |
| ۱۶۲۰۰۵ | 1992 SV9    | ۲۷ سپتامبر ۱۹۹۲ |
| ۱۶۲۰۰۶ | 1993 FU16   | ۱۹ مارس ۱۹۹۳    |
| ۱۶۲۰۰۷ | 1993 FC32   | ۱۹ مارس ۱۹۹۳    |
| ۱۶۲۰۰۸ | 1993 TW3    | ۸ اکتبر ۱۹۹۳    |
| ۱۶۲۰۰۹ | 1993 TE19   | ۹ اکتبر ۱۹۹۳    |
| ۱۶۲۰۱۰ | 1993 UN6    | ۲۰ اکتبر ۱۹۹۳   |
| ۱۶۲۰۱۱ | 1994 AB1    | ۴ ژانویه ۱۹۹۴   |
| ۱۶۲۰۱۲ | 1994 PY16   | ۱۰ اوت ۱۹۹۴     |
| ۱۶۲۰۱۳ | 1994 PC17   | ۱۰ اوت ۱۹۹۴     |
| ۱۶۲۰۱۴ | 1994 RF11   | ۱۱ سپتامبر ۱۹۹۴ |
| ۱۶۲۰۱۵ | 1994 TF2    | ۵ اکتبر ۱۹۹۴    |
| ۱۶۲۰۱۶ | 1994 TC12   | ۱۰ اکتبر ۱۹۹۴   |
| ۱۶۲۰۱۷ | 1994 UB11   | ۳۰ اکتبر ۱۹۹۴   |
| ۱۶۲۰۱۸ | 1995 BD8    | ۲۹ ژانویه ۱۹۹۵  |
| ۱۶۲۰۱۹ | 1995 DZ4    | ۲۱ فوریه ۱۹۹۵   |
| ۱۶۲۰۲۰ | 1995 DK7    | ۲۴ فوریه ۱۹۹۵   |
| ۱۶۲۰۲۱ | 1995 FV11   | ۲۷ مارس ۱۹۹۵    |
| ۱۶۲۰۲۲ | 1995 FJ14   | ۲۷ مارس ۱۹۹۵    |
| ۱۶۲۰۲۳ | 1995 GP8    | ۸ آوریل ۱۹۹۵    |
| ۱۶۲۰۲۴ | 1995 SK16   | ۱۸ سپتامبر ۱۹۹۵ |
| ۱۶۲۰۲۵ | 1995 SM25   | ۱۹ سپتامبر ۱۹۹۵ |
| ۱۶۲۰۲۶ | 1995 SJ58   | ۲۲ سپتامبر ۱۹۹۵ |
| ۱۶۲۰۲۷ | 1995 UN10   | ۱۷ اکتبر ۱۹۹۵   |
| ۱۶۲۰۲۸ | 1995 UU55   | ۲۳ اکتبر ۱۹۹۵   |
| ۱۶۲۰۲۹ | 1995 UP77   | ۲۲ اکتبر ۱۹۹۵   |
| ۱۶۲۰۳۰ | 1995 VK12   | ۱۵ نوامبر ۱۹۹۵  |
| ۱۶۲۰۳۱ | 1995 VE14   | ۱۵ نوامبر ۱۹۹۵  |
| ۱۶۲۰۳۲ | 1995 WJ8    | ۲۰ نوامبر ۱۹۹۵  |
| ۱۶۲۰۳۳ | 1995 WR37   | ۲۲ نوامبر ۱۹۹۵  |
| ۱۶۲۰۳۴ | 1995 XT1    | ۱۵ دسامبر ۱۹۹۵  |
| ۱۶۲۰۳۵ | 1995 YW1    | ۱۷ دسامبر ۱۹۹۵  |
| ۱۶۲۰۳۶ | 1996 AZ16   | ۱۳ ژانویه ۱۹۹۶  |
| ۱۶۲۰۳۷ | 1996 BW3    | ۲۶ ژانویه ۱۹۹۶  |
| ۱۶۲۰۳۷ | 1996 DH     | ۱۸ فوریه ۱۹۹۶   |
| ۱۶۲۰۳۷ | 1996 JG     | ۸ مه ۱۹۹۶       |
| ۱۶۲۰۴۰ | 1996 KF4    | ۲۲ مه ۱۹۹۶      |
| ۱۶۲۰۴۱ | 1996 NL4    | ۱۴ ژوئیه ۱۹۹۶   |
| ۱۶۲۰۴۱ | 1996 OR     | ۲۲ ژوئیه ۱۹۹۶   |
| ۱۶۲۰۴۳ | 1996 PP7    | ۸ اوت ۱۹۹۶      |
| ۱۶۲۰۴۴ | 1996 RP3    | ۱۳ سپتامبر ۱۹۹۶ |
| ۱۶۲۰۴۵ | 1996 RM16   | ۱۳ سپتامبر ۱۹۹۶ |
| ۱۶۲۰۴۶ | 1996 RQ31   | ۱۳ سپتامبر ۱۹۹۶ |
| ۱۶۲۰۴۷ | 1996 RJ32   | ۱۴ سپتامبر ۱۹۹۶ |
| ۱۶۲۰۴۸ | 1996 RO32   | ۱۴ سپتامبر ۱۹۹۶ |
| ۱۶۲۰۴۹ | 1996 SZ7    | ۲۱ سپتامبر ۱۹۹۶ |
| ۱۶۲۰۵۰ | 1996 SD8    | ۲۱ سپتامبر ۱۹۹۶ |
| ۱۶۲۰۵۱ | 1996 TE1    | ۵ اکتبر ۱۹۹۶    |
| ۱۶۲۰۵۲ | 1996 TB10   | ۱۵ اکتبر ۱۹۹۶   |
| ۱۶۲۰۵۳ | 1996 TL27   | ۷ اکتبر ۱۹۹۶    |
| ۱۶۲۰۵۴ | 1996 TF42   | ۸ اکتبر ۱۹۹۶    |
| ۱۶۲۰۵۵ | 1996 VA3    | ۱۰ نوامبر ۱۹۹۶  |
| ۱۶۲۰۵۶ | 1996 XM4    | ۶ دسامبر ۱۹۹۶   |
| ۱۶۲۰۵۷ | 1996 XN28   | ۱۲ دسامبر ۱۹۹۶  |
| ۱۶۲۰۵۸ | 1997 AE12   | ۱۰ ژانویه ۱۹۹۷  |
| ۱۶۲۰۵۹ | 1997 AM17   | ۱۳ ژانویه ۱۹۹۷  |
| ۱۶۲۰۶۰ | 1997 CF2    | ۲ فوریه ۱۹۹۷    |
| ۱۶۲۰۶۱ | 1997 CH22   | ۱۳ فوریه ۱۹۹۷   |
| ۱۶۲۰۶۲ | 1997 EQ16   | ۵ مارس ۱۹۹۷     |
| ۱۶۲۰۶۳ | 1997 EH29   | ۷ مارس ۱۹۹۷     |
| ۱۶۲۰۶۴ | 1997 GT4    | ۷ آوریل ۱۹۹۷    |
| ۱۶۲۰۶۵ | 1997 KB3    | ۳۰ مه ۱۹۹۷      |
| ۱۶۲۰۶۶ | 1997 MU8    | ۲۹ ژوئن ۱۹۹۷    |
| ۱۶۲۰۶۷ | 1997 NH2    | ۳ ژوئیه ۱۹۹۷    |
| ۱۶۲۰۶۸ | 1997 SD29   | ۲۹ سپتامبر ۱۹۹۷ |
| ۱۶۲۰۶۹ | 1997 TC3    | ۳ اکتبر ۱۹۹۷    |
| ۱۶۲۰۷۰ | 1997 TQ5    | ۲ اکتبر ۱۹۹۷    |
| ۱۶۲۰۷۱ | 1997 TL15   | ۴ اکتبر ۱۹۹۷    |
| ۱۶۲۰۷۲ | 1997 TT17   | ۶ اکتبر ۱۹۹۷    |
| ۱۶۲۰۷۳ | 1997 UK18   | ۲۸ اکتبر ۱۹۹۷   |
| ۱۶۲۰۷۴ | 1997 VX2    | ۵ نوامبر ۱۹۹۷   |
| ۱۶۲۰۷۵ | 1997 WG5    | ۲۳ نوامبر ۱۹۹۷  |
| ۱۶۲۰۷۶ | 1997 WV8    | ۲۰ نوامبر ۱۹۹۷  |
| ۱۶۲۰۷۷ | 1997 WG11   | ۲۲ نوامبر ۱۹۹۷  |
| ۱۶۲۰۷۸ | 1997 WS24   | ۲۸ نوامبر ۱۹۹۷  |
| ۱۶۲۰۷۹ | 1997 WE35   | ۲۹ نوامبر ۱۹۹۷  |
| ۱۶۲۰۸۰ | 1998 DG16   | ۲۷ فوریه ۱۹۹۸   |
| ۱۶۲۰۸۱ | 1998 FL123  | ۲۰ مارس ۱۹۹۸    |
| ۱۶۲۰۸۲ | 1998 HL1    | ۱۸ آوریل ۱۹۹۸   |
| ۱۶۲۰۸۳ | 1998 HM25   | ۱۸ آوریل ۱۹۹۸   |
| ۱۶۲۰۸۴ | 1998 HB101  | ۲۱ آوریل ۱۹۹۸   |
| ۱۶۲۰۸۵ | 1998 HR127  | ۱۸ آوریل ۱۹۹۸   |
| ۱۶۲۰۸۶ | 1998 KT42   | ۲۷ مه ۱۹۹۸      |
| ۱۶۲۰۸۷ | 1998 KY63   | ۲۲ مه ۱۹۹۸      |
| ۱۶۲۰۸۸ | 1998 OV1    | ۲۴ ژوئیه ۱۹۹۸   |
| ۱۶۲۰۸۹ | 1998 OL13   | ۲۶ ژوئیه ۱۹۹۸   |
| ۱۶۲۰۸۹ | 1998 PP     | ۱۵ اوت ۱۹۹۸     |
| ۱۶۲۰۹۱ | 1998 QQ3    | ۱۷ اوت ۱۹۹۸     |
| ۱۶۲۰۹۲ | 1998 QA4    | ۱۷ اوت ۱۹۹۸     |
| ۱۶۲۰۹۳ | 1998 QV10   | ۱۷ اوت ۱۹۹۸     |
| ۱۶۲۰۹۴ | 1998 QS24   | ۱۷ اوت ۱۹۹۸     |
| ۱۶۲۰۹۵ | 1998 QC29   | ۲۵ اوت ۱۹۹۸     |
| ۱۶۲۰۹۶ | 1998 QD30   | ۲۶ اوت ۱۹۹۸     |
| ۱۶۲۰۹۷ | 1998 QF30   | ۲۶ اوت ۱۹۹۸     |
| ۱۶۲۰۹۸ | 1998 QQ34   | ۱۷ اوت ۱۹۹۸     |
| ۱۶۲۰۹۹ | 1998 QV41   | ۱۷ اوت ۱۹۹۸     |
| ۱۶۲۱۰۰ | 1998 QD67   | ۲۴ اوت ۱۹۹۸     |
| ۱۶۲۱۰۱ | 1998 QR85   | ۲۴ اوت ۱۹۹۸     |
| ۱۶۲۱۰۲ | 1998 QV95   | ۱۹ اوت ۱۹۹۸     |
| ۱۶۲۱۰۳ | 1998 RS1    | ۱۴ سپتامبر ۱۹۹۸ |
| ۱۶۲۱۰۴ | 1998 RM7    | ۱۲ سپتامبر ۱۹۹۸ |
| ۱۶۲۱۰۵ | 1998 RZ22   | ۱۴ سپتامبر ۱۹۹۸ |
| ۱۶۲۱۰۶ | 1998 RE23   | ۱۴ سپتامبر ۱۹۹۸ |
| ۱۶۲۱۰۷ | 1998 RQ26   | ۱۴ سپتامبر ۱۹۹۸ |
| ۱۶۲۱۰۸ | 1998 RH36   | ۱۴ سپتامبر ۱۹۹۸ |
| ۱۶۲۱۰۹ | 1998 RE39   | ۱۴ سپتامبر ۱۹۹۸ |
| ۱۶۲۱۱۰ | 1998 RQ63   | ۱۴ سپتامبر ۱۹۹۸ |
| ۱۶۲۱۱۱ | 1998 RT76   | ۱۴ سپتامبر ۱۹۹۸ |
| ۱۶۲۱۱۲ | 1998 RH79   | ۱۴ سپتامبر ۱۹۹۸ |
| ۱۶۲۱۱۳ | 1998 RE80   | ۱۴ سپتامبر ۱۹۹۸ |
| ۱۶۲۱۱۴ | 1998 SP9    | ۱۷ سپتامبر ۱۹۹۸ |
| ۱۶۲۱۱۵ | 1998 SP10   | ۱۹ سپتامبر ۱۹۹۸ |
| ۱۶۲۱۱۶ | 1998 SA15   | ۲۱ سپتامبر ۱۹۹۸ |
| ۱۶۲۱۱۷ | 1998 SD15   | ۲۳ سپتامبر ۱۹۹۸ |
| ۱۶۲۱۱۸ | 1998 SP19   | ۲۰ سپتامبر ۱۹۹۸ |
| ۱۶۲۱۱۹ | 1998 SV34   | ۲۶ سپتامبر ۱۹۹۸ |
| ۱۶۲۱۲۰ | 1998 SH36   | ۲۷ سپتامبر ۱۹۹۸ |
| ۱۶۲۱۲۱ | 1998 SD61   | ۱۷ سپتامبر ۱۹۹۸ |
| ۱۶۲۱۲۲ | 1998 SH63   | ۲۶ سپتامبر ۱۹۹۸ |
| ۱۶۲۱۲۳ | 1998 SW67   | ۱۹ سپتامبر ۱۹۹۸ |
| ۱۶۲۱۲۴ | 1998 SC69   | ۱۹ سپتامبر ۱۹۹۸ |
| ۱۶۲۱۲۵ | 1998 SC81   | ۲۶ سپتامبر ۱۹۹۸ |
| ۱۶۲۱۲۶ | 1998 SX83   | ۲۶ سپتامبر ۱۹۹۸ |
| ۱۶۲۱۲۷ | 1998 SO85   | ۲۶ سپتامبر ۱۹۹۸ |
| ۱۶۲۱۲۸ | 1998 SL87   | ۲۶ سپتامبر ۱۹۹۸ |
| ۱۶۲۱۲۹ | 1998 SZ91   | ۲۶ سپتامبر ۱۹۹۸ |
| ۱۶۲۱۳۰ | 1998 SP104  | ۲۶ سپتامبر ۱۹۹۸ |
| ۱۶۲۱۳۱ | 1998 SL127  | ۲۶ سپتامبر ۱۹۹۸ |
| ۱۶۲۱۳۲ | 1998 SA162  | ۲۶ سپتامبر ۱۹۹۸ |
| ۱۶۲۱۳۳ | 1998 SH163  | ۲۶ سپتامبر ۱۹۹۸ |
| ۱۶۲۱۳۴ | 1998 TJ24   | ۱۴ اکتبر ۱۹۹۸   |
| ۱۶۲۱۳۵ | 1998 TE38   | ۳ اکتبر ۱۹۹۸    |
| ۱۶۲۱۳۶ | 1998 UD5    | ۲۲ اکتبر ۱۹۹۸   |
| ۱۶۲۱۳۷ | 1998 UJ10   | ۱۶ اکتبر ۱۹۹۸   |
| ۱۶۲۱۳۸ | 1998 UY13   | ۲۳ اکتبر ۱۹۹۸   |
| ۱۶۲۱۳۹ | 1998 UL19   | ۲۸ اکتبر ۱۹۹۸   |
| ۱۶۲۱۴۰ | 1998 UX28   | ۱۸ اکتبر ۱۹۹۸   |
| ۱۶۲۱۴۱ | 1998 UQ40   | ۲۸ اکتبر ۱۹۹۸   |
| ۱۶۲۱۴۱ | 1998 VR     | ۱۰ نوامبر ۱۹۹۸  |
| ۱۶۲۱۴۳ | 1998 VJ1    | ۱۰ نوامبر ۱۹۹۸  |
| ۱۶۲۱۴۴ | 1998 VZ32   | ۱۱ نوامبر ۱۹۹۸  |
| ۱۶۲۱۴۵ | 1998 WH40   | ۲۳ نوامبر ۱۹۹۸  |
| ۱۶۲۱۴۶ | 1998 XW34   | ۱۴ دسامبر ۱۹۹۸  |
| ۱۶۲۱۴۷ | 1998 XV56   | ۱۵ دسامبر ۱۹۹۸  |
| ۱۶۲۱۴۸ | 1998 XJ80   | ۱۵ دسامبر ۱۹۹۸  |
| ۱۶۲۱۴۹ | 1998 YQ11   | ۲۳ دسامبر ۱۹۹۸  |
| ۱۶۲۱۵۰ | 1998 YF20   | ۲۵ دسامبر ۱۹۹۸  |
| ۱۶۲۱۵۱ | 1999 AS11   | ۷ ژانویه ۱۹۹۹   |
| ۱۶۲۱۵۲ | 1999 AV13   | ۸ ژانویه ۱۹۹۹   |
| ۱۶۲۱۵۳ | 1999 AP16   | ۱۰ ژانویه ۱۹۹۹  |
| ۱۶۲۱۵۴ | 1999 AD20   | ۱۳ ژانویه ۱۹۹۹  |
| ۱۶۲۱۵۵ | 1999 BV7    | ۲۱ ژانویه ۱۹۹۹  |
| ۱۶۲۱۵۶ | 1999 BU28   | ۱۸ ژانویه ۱۹۹۹  |
| ۱۶۲۱۵۷ | 1999 CV8    | ۱۱ فوریه ۱۹۹۹   |
| ۱۶۲۱۵۸ | 1999 CZ9    | ۱۵ فوریه ۱۹۹۹   |
| ۱۶۲۱۵۹ | 1999 CV140  | ۹ فوریه ۱۹۹۹    |
| ۱۶۲۱۶۰ | 1999 CR141  | ۱۰ فوریه ۱۹۹۹   |
| ۱۶۲۱۶۱ | 1999 DK3    | ۱۸ فوریه ۱۹۹۹   |
| ۱۶۲۱۶۲ | 1999 DB7    | ۲۶ فوریه ۱۹۹۹   |
| ۱۶۲۱۶۲ | 1999 ER     | ۶ مارس ۱۹۹۹     |
| ۱۶۲۱۶۴ | 1999 EQ6    | ۱۴ مارس ۱۹۹۹    |
| ۱۶۲۱۶۵ | 1999 FT43   | ۲۰ مارس ۱۹۹۹    |
| ۱۶۲۱۶۶ | 1999 FW82   | ۲۰ مارس ۱۹۹۹    |
| ۱۶۲۱۶۷ | 1999 GH6    | ۱۳ آوریل ۱۹۹۹   |
| ۱۶۲۱۶۸ | 1999 GT6    | ۱۵ آوریل ۱۹۹۹   |
| ۱۶۲۱۶۹ | 1999 GB14   | ۱۴ آوریل ۱۹۹۹   |
| ۱۶۲۱۷۰ | 1999 GA45   | ۱۲ آوریل ۱۹۹۹   |
| ۱۶۲۱۷۱ | 1999 GC56   | ۹ آوریل ۱۹۹۹    |
| ۱۶۲۱۷۲ | 1999 GQ58   | ۷ آوریل ۱۹۹۹    |
| ۱۶۲۱۷۳ | 1999 JU3    | ۱۰ مه ۱۹۹۹      |
| ۱۶۲۱۷۴ | 1999 JS11   | ۱۲ مه ۱۹۹۹      |
| ۱۶۲۱۷۵ | 1999 JJ45   | ۱۰ مه ۱۹۹۹      |
| ۱۶۲۱۷۶ | 1999 JZ76   | ۱۲ مه ۱۹۹۹      |
| ۱۶۲۱۷۷ | 1999 JU102  | ۱۳ مه ۱۹۹۹      |
| ۱۶۲۱۷۸ | 1999 JT114  | ۱۳ مه ۱۹۹۹      |
| ۱۶۲۱۷۹ | 1999 JZ127  | ۱۰ مه ۱۹۹۹      |
| ۱۶۲۱۸۰ | 1999 KR5    | ۲۰ مه ۱۹۹۹      |
| ۱۶۲۱۸۱ | 1999 LF6    | ۱۰ ژوئن ۱۹۹۹    |
| ۱۶۲۱۸۲ | 1999 LY6    | ۸ ژوئن ۱۹۹۹     |
| ۱۶۲۱۸۳ | 1999 NB5    | ۱۳ ژوئیه ۱۹۹۹   |
| ۱۶۲۱۸۴ | 1999 NP22   | ۱۴ ژوئیه ۱۹۹۹   |
| ۱۶۲۱۸۵ | 1999 NK27   | ۱۴ ژوئیه ۱۹۹۹   |
| ۱۶۲۱۸۶ | 1999 OP3    | ۲۲ ژوئیه ۱۹۹۹   |
| ۱۶۲۱۸۷ | 1999 QR2    | ۳۱ اوت ۱۹۹۹     |
| ۱۶۲۱۸۸ | 1999 RB2    | ۶ سپتامبر ۱۹۹۹  |
| ۱۶۲۱۸۹ | 1999 RQ2    | ۶ سپتامبر ۱۹۹۹  |
| ۱۶۲۱۹۰ | 1999 RP14   | ۷ سپتامبر ۱۹۹۹  |
| ۱۶۲۱۹۱ | 1999 RX16   | ۷ سپتامبر ۱۹۹۹  |
| ۱۶۲۱۹۲ | 1999 RY28   | ۷ سپتامبر ۱۹۹۹  |
| ۱۶۲۱۹۳ | 1999 RO30   | ۸ سپتامبر ۱۹۹۹  |
| ۱۶۲۱۹۴ | 1999 RP35   | ۱۱ سپتامبر ۱۹۹۹ |
| ۱۶۲۱۹۵ | 1999 RK45   | ۱۳ سپتامبر ۱۹۹۹ |
| ۱۶۲۱۹۶ | 1999 RL45   | ۱۴ سپتامبر ۱۹۹۹ |
| ۱۶۲۱۹۷ | 1999 RA50   | ۷ سپتامبر ۱۹۹۹  |
| ۱۶۲۱۹۸ | 1999 RM55   | ۷ سپتامبر ۱۹۹۹  |
| ۱۶۲۱۹۹ | 1999 RU101  | ۸ سپتامبر ۱۹۹۹  |
| ۱۶۲۲۰۰ | 1999 RY106  | ۸ سپتامبر ۱۹۹۹  |
| ۱۶۲۲۰۱ | 1999 RK117  | ۹ سپتامبر ۱۹۹۹  |
| ۱۶۲۲۰۲ | 1999 RB156  | ۹ سپتامبر ۱۹۹۹  |
| ۱۶۲۲۰۳ | 1999 RV158  | ۹ سپتامبر ۱۹۹۹  |
| ۱۶۲۲۰۴ | 1999 RJ160  | ۹ سپتامبر ۱۹۹۹  |
| ۱۶۲۲۰۵ | 1999 RH165  | ۹ سپتامبر ۱۹۹۹  |
| ۱۶۲۲۰۶ | 1999 RN165  | ۹ سپتامبر ۱۹۹۹  |
| ۱۶۲۲۰۷ | 1999 RK200  | ۸ سپتامبر ۱۹۹۹  |
| ۱۶۲۲۰۸ | 1999 RB258  | ۶ سپتامبر ۱۹۹۹  |
| ۱۶۲۲۰۹ | 1999 SD3    | ۲۴ سپتامبر ۱۹۹۹ |
| ۱۶۲۲۱۰ | 1999 SM5    | ۲۸ سپتامبر ۱۹۹۹ |
| ۱۶۲۲۱۱ | 1999 SE18   | ۳۰ سپتامبر ۱۹۹۹ |
| ۱۶۲۲۱۲ | 1999 SP25   | ۳۰ سپتامبر ۱۹۹۹ |
| ۱۶۲۲۱۳ | 1999 TL3    | ۴ اکتبر ۱۹۹۹    |
| ۱۶۲۲۱۴ | 1999 TC10   | ۸ اکتبر ۱۹۹۹    |
| ۱۶۲۲۱۵ | 1999 TL12   | ۱۰ اکتبر ۱۹۹۹   |
| ۱۶۲۲۱۶ | 1999 TD13   | ۱۰ اکتبر ۱۹۹۹   |
| ۱۶۲۲۱۷ | 1999 TC34   | ۴ اکتبر ۱۹۹۹    |
| ۱۶۲۲۱۸ | 1999 TW54   | ۶ اکتبر ۱۹۹۹    |
| ۱۶۲۲۱۹ | 1999 TS63   | ۷ اکتبر ۱۹۹۹    |
| ۱۶۲۲۲۰ | 1999 TL79   | ۱۱ اکتبر ۱۹۹۹   |
| ۱۶۲۲۲۱ | 1999 TM87   | ۱۵ اکتبر ۱۹۹۹   |
| ۱۶۲۲۲۲ | 1999 TS102  | ۲ اکتبر ۱۹۹۹    |
| ۱۶۲۲۲۳ | 1999 TR119  | ۴ اکتبر ۱۹۹۹    |
| ۱۶۲۲۲۴ | 1999 TD120  | ۴ اکتبر ۱۹۹۹    |
| ۱۶۲۲۲۵ | 1999 TX121  | ۴ اکتبر ۱۹۹۹    |
| ۱۶۲۲۲۶ | 1999 TR127  | ۴ اکتبر ۱۹۹۹    |
| ۱۶۲۲۲۷ | 1999 TS127  | ۴ اکتبر ۱۹۹۹    |
| ۱۶۲۲۲۸ | 1999 TS132  | ۶ اکتبر ۱۹۹۹    |
| ۱۶۲۲۲۹ | 1999 TJ143  | ۷ اکتبر ۱۹۹۹    |
| ۱۶۲۲۳۰ | 1999 TS148  | ۷ اکتبر ۱۹۹۹    |
| ۱۶۲۲۳۱ | 1999 TP149  | ۱۵ اکتبر ۱۹۹۹   |
| ۱۶۲۲۳۲ | 1999 TC154  | ۷ اکتبر ۱۹۹۹    |
| ۱۶۲۲۳۳ | 1999 TL173  | ۱۰ اکتبر ۱۹۹۹   |
| ۱۶۲۲۳۴ | 1999 TQ185  | ۱۲ اکتبر ۱۹۹۹   |
| ۱۶۲۲۳۵ | 1999 TR185  | ۱۲ اکتبر ۱۹۹۹   |
| ۱۶۲۲۳۶ | 1999 TE192  | ۱۲ اکتبر ۱۹۹۹   |
| ۱۶۲۲۳۷ | 1999 TF196  | ۱۲ اکتبر ۱۹۹۹   |
| ۱۶۲۲۳۸ | 1999 TP198  | ۱۲ اکتبر ۱۹۹۹   |
| ۱۶۲۲۳۹ | 1999 TU198  | ۱۲ اکتبر ۱۹۹۹   |
| ۱۶۲۲۴۰ | 1999 TU208  | ۱۴ اکتبر ۱۹۹۹   |
| ۱۶۲۲۴۱ | 1999 TZ217  | ۱۵ اکتبر ۱۹۹۹   |
| ۱۶۲۲۴۲ | 1999 TC219  | ۱ اکتبر ۱۹۹۹    |
| ۱۶۲۲۴۳ | 1999 TS228  | ۲ اکتبر ۱۹۹۹    |
| ۱۶۲۲۴۴ | 1999 TD236  | ۳ اکتبر ۱۹۹۹    |
| ۱۶۲۲۴۵ | 1999 TT241  | ۴ اکتبر ۱۹۹۹    |
| ۱۶۲۲۴۶ | 1999 TO248  | ۸ اکتبر ۱۹۹۹    |
| ۱۶۲۲۴۷ | 1999 TJ253  | ۹ اکتبر ۱۹۹۹    |
| ۱۶۲۲۴۸ | 1999 TW267  | ۳ اکتبر ۱۹۹۹    |
| ۱۶۲۲۴۹ | 1999 TX277  | ۶ اکتبر ۱۹۹۹    |
| ۱۶۲۲۵۰ | 1999 TK288  | ۱۰ اکتبر ۱۹۹۹   |
| ۱۶۲۲۵۱ | 1999 TM289  | ۱۰ اکتبر ۱۹۹۹   |
| ۱۶۲۲۵۲ | 1999 TJ290  | ۱۰ اکتبر ۱۹۹۹   |
| ۱۶۲۲۵۳ | 1999 TQ297  | ۲ اکتبر ۱۹۹۹    |
| ۱۶۲۲۵۴ | 1999 TC313  | ۹ اکتبر ۱۹۹۹    |
| ۱۶۲۲۵۵ | 1999 TU313  | ۹ اکتبر ۱۹۹۹    |
| ۱۶۲۲۵۶ | 1999 TR314  | ۷ اکتبر ۱۹۹۹    |
| ۱۶۲۲۵۷ | 1999 TS314  | ۷ اکتبر ۱۹۹۹    |
| ۱۶۲۲۵۸ | 1999 TY322  | ۲ اکتبر ۱۹۹۹    |
| ۱۶۲۲۵۹ | 1999 UV9    | ۳۱ اکتبر ۱۹۹۹   |
| ۱۶۲۲۶۰ | 1999 UB10   | ۳۱ اکتبر ۱۹۹۹   |
| ۱۶۲۲۶۱ | 1999 UE17   | ۳۰ اکتبر ۱۹۹۹   |
| ۱۶۲۲۶۲ | 1999 UZ20   | ۳۱ اکتبر ۱۹۹۹   |
| ۱۶۲۲۶۳ | 1999 UB25   | ۲۸ اکتبر ۱۹۹۹   |
| ۱۶۲۲۶۴ | 1999 UN38   | ۲۹ اکتبر ۱۹۹۹   |
| ۱۶۲۲۶۵ | 1999 UD39   | ۲۹ اکتبر ۱۹۹۹   |
| ۱۶۲۲۶۶ | 1999 UR45   | ۳۱ اکتبر ۱۹۹۹   |
| ۱۶۲۲۶۷ | 1999 UC47   | ۲۹ اکتبر ۱۹۹۹   |
| ۱۶۲۲۶۸ | 1999 UL51   | ۳۱ اکتبر ۱۹۹۹   |
| ۱۶۲۲۶۹ | 1999 VO6    | ۵ نوامبر ۱۹۹۹   |
| ۱۶۲۲۷۰ | 1999 VU7    | ۷ نوامبر ۱۹۹۹   |
| ۱۶۲۲۷۱ | 1999 VC8    | ۸ نوامبر ۱۹۹۹   |
| ۱۶۲۲۷۲ | 1999 VQ9    | ۹ نوامبر ۱۹۹۹   |
| ۱۶۲۲۷۳ | 1999 VL12   | ۹ نوامبر ۱۹۹۹   |
| ۱۶۲۲۷۴ | 1999 VO19   | ۱۰ نوامبر ۱۹۹۹  |
| ۱۶۲۲۷۵ | 1999 VM21   | ۱۲ نوامبر ۱۹۹۹  |
| ۱۶۲۲۷۶ | 1999 VC33   | ۳ نوامبر ۱۹۹۹   |
| ۱۶۲۲۷۷ | 1999 VY44   | ۴ نوامبر ۱۹۹۹   |
| ۱۶۲۲۷۸ | 1999 VU49   | ۳ نوامبر ۱۹۹۹   |
| ۱۶۲۲۷۹ | 1999 VS57   | ۴ نوامبر ۱۹۹۹   |
| ۱۶۲۲۸۰ | 1999 VN59   | ۴ نوامبر ۱۹۹۹   |
| ۱۶۲۲۸۱ | 1999 VF62   | ۴ نوامبر ۱۹۹۹   |
| ۱۶۲۲۸۲ | 1999 VS69   | ۴ نوامبر ۱۹۹۹   |
| ۱۶۲۲۸۳ | 1999 VJ73   | ۱ نوامبر ۱۹۹۹   |
| ۱۶۲۲۸۴ | 1999 VU77   | ۳ نوامبر ۱۹۹۹   |
| ۱۶۲۲۸۵ | 1999 VT81   | ۵ نوامبر ۱۹۹۹   |
| ۱۶۲۲۸۶ | 1999 VB102  | ۹ نوامبر ۱۹۹۹   |
| ۱۶۲۲۸۷ | 1999 VN107  | ۹ نوامبر ۱۹۹۹   |
| ۱۶۲۲۸۸ | 1999 VW123  | ۵ نوامبر ۱۹۹۹   |
| ۱۶۲۲۸۹ | 1999 VJ124  | ۶ نوامبر ۱۹۹۹   |
| ۱۶۲۲۹۰ | 1999 VG129  | ۱۱ نوامبر ۱۹۹۹  |
| ۱۶۲۲۹۱ | 1999 VP137  | ۱۲ نوامبر ۱۹۹۹  |
| ۱۶۲۲۹۲ | 1999 VO142  | ۱۰ نوامبر ۱۹۹۹  |
| ۱۶۲۲۹۳ | 1999 VY142  | ۱۳ نوامبر ۱۹۹۹  |
| ۱۶۲۲۹۴ | 1999 VQ148  | ۱۴ نوامبر ۱۹۹۹  |
| ۱۶۲۲۹۵ | 1999 VW149  | ۱۴ نوامبر ۱۹۹۹  |
| ۱۶۲۲۹۶ | 1999 VD151  | ۱۴ نوامبر ۱۹۹۹  |
| ۱۶۲۲۹۷ | 1999 VU167  | ۱۴ نوامبر ۱۹۹۹  |
| ۱۶۲۲۹۸ | 1999 VZ174  | ۴ نوامبر ۱۹۹۹   |
| ۱۶۲۲۹۹ | 1999 VW180  | ۷ نوامبر ۱۹۹۹   |
| ۱۶۲۳۰۰ | 1999 VY180  | ۷ نوامبر ۱۹۹۹   |
| ۱۶۲۳۰۱ | 1999 VX183  | ۱۴ نوامبر ۱۹۹۹  |
| ۱۶۲۳۰۲ | 1999 VO184  | ۱۵ نوامبر ۱۹۹۹  |
| ۱۶۲۳۰۳ | 1999 VW186  | ۱۵ نوامبر ۱۹۹۹  |
| ۱۶۲۳۰۴ | 1999 VR193  | ۳ نوامبر ۱۹۹۹   |
| ۱۶۲۳۰۵ | 1999 VD194  | ۱ نوامبر ۱۹۹۹   |
| ۱۶۲۳۰۶ | 1999 VE200  | ۵ نوامبر ۱۹۹۹   |
| ۱۶۲۳۰۷ | 1999 VP213  | ۱۳ نوامبر ۱۹۹۹  |
| ۱۶۲۳۰۸ | 1999 VL225  | ۵ نوامبر ۱۹۹۹   |
| ۱۶۲۳۰۹ | 1999 WK10   | ۲۸ نوامبر ۱۹۹۹  |
| ۱۶۲۳۱۰ | 1999 WN13   | ۲۹ نوامبر ۱۹۹۹  |
| ۱۶۲۳۱۱ | 1999 WM17   | ۳۰ نوامبر ۱۹۹۹  |
| ۱۶۲۳۱۲ | 1999 WG20   | ۱۶ نوامبر ۱۹۹۹  |
| ۱۶۲۳۱۳ | 1999 WA24   | ۱۷ نوامبر ۱۹۹۹  |
| ۱۶۲۳۱۴ | 1999 XE7    | ۴ دسامبر ۱۹۹۹   |
| ۱۶۲۳۱۵ | 1999 XC11   | ۵ دسامبر ۱۹۹۹   |
| ۱۶۲۳۱۶ | 1999 XY14   | ۶ دسامبر ۱۹۹۹   |
| ۱۶۲۳۱۷ | 1999 XB23   | ۶ دسامبر ۱۹۹۹   |
| ۱۶۲۳۱۸ | 1999 XQ25   | ۶ دسامبر ۱۹۹۹   |
| ۱۶۲۳۱۹ | 1999 XS26   | ۶ دسامبر ۱۹۹۹   |
| ۱۶۲۳۲۰ | 1999 XN27   | ۶ دسامبر ۱۹۹۹   |
| ۱۶۲۳۲۱ | 1999 XG30   | ۶ دسامبر ۱۹۹۹   |
| ۱۶۲۳۲۲ | 1999 XZ42   | ۷ دسامبر ۱۹۹۹   |
| ۱۶۲۳۲۳ | 1999 XA45   | ۷ دسامبر ۱۹۹۹   |
| ۱۶۲۳۲۴ | 1999 XB50   | ۷ دسامبر ۱۹۹۹   |
| ۱۶۲۳۲۵ | 1999 XC50   | ۷ دسامبر ۱۹۹۹   |
| ۱۶۲۳۲۶ | 1999 XB52   | ۷ دسامبر ۱۹۹۹   |
| ۱۶۲۳۲۷ | 1999 XA55   | ۷ دسامبر ۱۹۹۹   |
| ۱۶۲۳۲۸ | 1999 XJ59   | ۷ دسامبر ۱۹۹۹   |
| ۱۶۲۳۲۹ | 1999 XM64   | ۷ دسامبر ۱۹۹۹   |
| ۱۶۲۳۳۰ | 1999 XW65   | ۷ دسامبر ۱۹۹۹   |
| ۱۶۲۳۳۱ | 1999 XT66   | ۷ دسامبر ۱۹۹۹   |
| ۱۶۲۳۳۲ | 1999 XK101  | ۷ دسامبر ۱۹۹۹   |
| ۱۶۲۳۳۳ | 1999 XZ101  | ۷ دسامبر ۱۹۹۹   |
| ۱۶۲۳۳۴ | 1999 XP103  | ۷ دسامبر ۱۹۹۹   |
| ۱۶۲۳۳۵ | 1999 XN113  | ۱۱ دسامبر ۱۹۹۹  |
| ۱۶۲۳۳۶ | 1999 XT118  | ۵ دسامبر ۱۹۹۹   |
| ۱۶۲۳۳۷ | 1999 XK124  | ۷ دسامبر ۱۹۹۹   |
| ۱۶۲۳۳۸ | 1999 XT129  | ۱۲ دسامبر ۱۹۹۹  |
| ۱۶۲۳۳۹ | 1999 XR133  | ۱۲ دسامبر ۱۹۹۹  |
| ۱۶۲۳۴۰ | 1999 XT134  | ۵ دسامبر ۱۹۹۹   |
| ۱۶۲۳۴۱ | 1999 XV134  | ۵ دسامبر ۱۹۹۹   |
| ۱۶۲۳۴۲ | 1999 XT138  | ۵ دسامبر ۱۹۹۹   |
| ۱۶۲۳۴۳ | 1999 XG155  | ۸ دسامبر ۱۹۹۹   |
| ۱۶۲۳۴۴ | 1999 XX159  | ۸ دسامبر ۱۹۹۹   |
| ۱۶۲۳۴۵ | 1999 XT162  | ۸ دسامبر ۱۹۹۹   |
| ۱۶۲۳۴۶ | 1999 XX167  | ۱۰ دسامبر ۱۹۹۹  |
| ۱۶۲۳۴۷ | 1999 XD172  | ۱۰ دسامبر ۱۹۹۹  |
| ۱۶۲۳۴۸ | 1999 XT187  | ۱۲ دسامبر ۱۹۹۹  |
| ۱۶۲۳۴۹ | 1999 XH208  | ۱۳ دسامبر ۱۹۹۹  |
| ۱۶۲۳۵۰ | 1999 XX212  | ۱۴ دسامبر ۱۹۹۹  |
| ۱۶۲۳۵۱ | 1999 XV215  | ۱۵ دسامبر ۱۹۹۹  |
| ۱۶۲۳۵۲ | 1999 XS226  | ۱۴ دسامبر ۱۹۹۹  |
| ۱۶۲۳۵۲ | 1999 YX     | ۱۶ دسامبر ۱۹۹۹  |
| ۱۶۲۳۵۴ | 1999 YQ5    | ۲۸ دسامبر ۱۹۹۹  |
| ۱۶۲۳۵۵ | 1999 YW5    | ۲۹ دسامبر ۱۹۹۹  |
| ۱۶۲۳۵۶ | 1999 YA6    | ۲۹ دسامبر ۱۹۹۹  |
| ۱۶۲۳۵۷ | 1999 YA7    | ۳۰ دسامبر ۱۹۹۹  |
| ۱۶۲۳۵۸ | 1999 YT7    | ۲۷ دسامبر ۱۹۹۹  |
| ۱۶۲۳۵۹ | 1999 YH22   | ۲۷ دسامبر ۱۹۹۹  |
| ۱۶۲۳۶۰ | 2000 AH3    | ۲ ژانویه ۲۰۰۰   |
| ۱۶۲۳۶۱ | 2000 AF6    | ۴ ژانویه ۲۰۰۰   |
| ۱۶۲۳۶۲ | 2000 AU23   | ۳ ژانویه ۲۰۰۰   |
| ۱۶۲۳۶۳ | 2000 AN34   | ۳ ژانویه ۲۰۰۰   |
| ۱۶۲۳۶۴ | 2000 AB70   | ۵ ژانویه ۲۰۰۰   |
| ۱۶۲۳۶۵ | 2000 AK77   | ۵ ژانویه ۲۰۰۰   |
| ۱۶۲۳۶۶ | 2000 AD83   | ۵ ژانویه ۲۰۰۰   |
| ۱۶۲۳۶۷ | 2000 AJ101  | ۵ ژانویه ۲۰۰۰   |
| ۱۶۲۳۶۸ | 2000 AV101  | ۵ ژانویه ۲۰۰۰   |
| ۱۶۲۳۶۹ | 2000 AZ112  | ۵ ژانویه ۲۰۰۰   |
| ۱۶۲۳۷۰ | 2000 AE119  | ۵ ژانویه ۲۰۰۰   |
| ۱۶۲۳۷۱ | 2000 AY145  | ۷ ژانویه ۲۰۰۰   |
| ۱۶۲۳۷۲ | 2000 AG149  | ۷ ژانویه ۲۰۰۰   |
| ۱۶۲۳۷۳ | 2000 AR155  | ۳ ژانویه ۲۰۰۰   |
| ۱۶۲۳۷۴ | 2000 AC175  | ۷ ژانویه ۲۰۰۰   |
| ۱۶۲۳۷۵ | 2000 AK180  | ۷ ژانویه ۲۰۰۰   |
| ۱۶۲۳۷۶ | 2000 AE191  | ۸ ژانویه ۲۰۰۰   |
| ۱۶۲۳۷۷ | 2000 AL196  | ۸ ژانویه ۲۰۰۰   |
| ۱۶۲۳۷۸ | 2000 AF201  | ۹ ژانویه ۲۰۰۰   |
| ۱۶۲۳۷۹ | 2000 AF202  | ۱۰ ژانویه ۲۰۰۰  |
| ۱۶۲۳۸۰ | 2000 AW225  | ۱۲ ژانویه ۲۰۰۰  |
| ۱۶۲۳۸۱ | 2000 AM226  | ۱۲ ژانویه ۲۰۰۰  |
| ۱۶۲۳۸۲ | 2000 AA254  | ۷ ژانویه ۲۰۰۰   |
| ۱۶۲۳۸۳ | 2000 BN2    | ۲۶ ژانویه ۲۰۰۰  |
| ۱۶۲۳۸۴ | 2000 BC6    | ۲۸ ژانویه ۲۰۰۰  |
| ۱۶۲۳۸۵ | 2000 BM19   | ۳۱ ژانویه ۲۰۰۰  |
| ۱۶۲۳۸۶ | 2000 BA26   | ۳۰ ژانویه ۲۰۰۰  |
| ۱۶۲۳۸۷ | 2000 BN37   | ۲۶ ژانویه ۲۰۰۰  |
| ۱۶۲۳۸۸ | 2000 BK39   | ۲۷ ژانویه ۲۰۰۰  |
| ۱۶۲۳۸۹ | 2000 CE4    | ۲ فوریه ۲۰۰۰    |
| ۱۶۲۳۹۰ | 2000 CD13   | ۲ فوریه ۲۰۰۰    |
| ۱۶۲۳۹۱ | 2000 CZ43   | ۲ فوریه ۲۰۰۰    |
| ۱۶۲۳۹۲ | 2000 CG45   | ۲ فوریه ۲۰۰۰    |
| ۱۶۲۳۹۳ | 2000 CM81   | ۴ فوریه ۲۰۰۰    |
| ۱۶۲۳۹۴ | 2000 CW95   | ۱۰ فوریه ۲۰۰۰   |
| ۱۶۲۳۹۵ | 2000 CY108  | ۵ فوریه ۲۰۰۰    |
| ۱۶۲۳۹۶ | 2000 CV120  | ۵ فوریه ۲۰۰۰    |
| ۱۶۲۳۹۷ | 2000 CC135  | ۴ فوریه ۲۰۰۰    |
| ۱۶۲۳۹۸ | 2000 DP7    | ۲۷ فوریه ۲۰۰۰   |
| ۱۶۲۳۹۹ | 2000 DN10   | ۲۶ فوریه ۲۰۰۰   |
| ۱۶۲۴۰۰ | 2000 DR22   | ۲۹ فوریه ۲۰۰۰   |
| ۱۶۲۴۰۱ | 2000 DK33   | ۲۹ فوریه ۲۰۰۰   |
| ۱۶۲۴۰۲ | 2000 DZ38   | ۲۹ فوریه ۲۰۰۰   |
| ۱۶۲۴۰۳ | 2000 DA41   | ۲۹ فوریه ۲۰۰۰   |
| ۱۶۲۴۰۴ | 2000 DP60   | ۲۹ فوریه ۲۰۰۰   |
| ۱۶۲۴۰۵ | 2000 DH78   | ۲۹ فوریه ۲۰۰۰   |
| ۱۶۲۴۰۶ | 2000 DV93   | ۲۸ فوریه ۲۰۰۰   |
| ۱۶۲۴۰۷ | 2000 DF94   | ۲۸ فوریه ۲۰۰۰   |
| ۱۶۲۴۰۸ | 2000 DM94   | ۲۸ فوریه ۲۰۰۰   |
| ۱۶۲۴۰۹ | 2000 DK102  | ۲۹ فوریه ۲۰۰۰   |
| ۱۶۲۴۱۰ | 2000 DE104  | ۲۹ فوریه ۲۰۰۰   |
| ۱۶۲۴۱۱ | 2000 DM111  | ۲۹ فوریه ۲۰۰۰   |
| ۱۶۲۴۱۲ | 2000 DF113  | ۲۶ فوریه ۲۰۰۰   |
| ۱۶۲۴۱۳ | 2000 EK2    | ۳ مارس ۲۰۰۰     |
| ۱۶۲۴۱۴ | 2000 EL2    | ۳ مارس ۲۰۰۰     |
| ۱۶۲۴۱۵ | 2000 EY2    | ۳ مارس ۲۰۰۰     |
| ۱۶۲۴۱۶ | 2000 EH26   | ۴ مارس ۲۰۰۰     |
| ۱۶۲۴۱۷ | 2000 EA30   | ۵ مارس ۲۰۰۰     |
| ۱۶۲۴۱۸ | 2000 ER46   | ۹ مارس ۲۰۰۰     |
| ۱۶۲۴۱۹ | 2000 EA67   | ۱۰ مارس ۲۰۰۰    |
| ۱۶۲۴۲۰ | 2000 EU69   | ۱۰ مارس ۲۰۰۰    |
| ۱۶۲۴۲۱ | 2000 ET70   | ۸ مارس ۲۰۰۰     |
| ۱۶۲۴۲۲ | 2000 EV70   | ۸ مارس ۲۰۰۰     |
| ۱۶۲۴۲۳ | 2000 EK88   | ۹ مارس ۲۰۰۰     |
| ۱۶۲۴۲۴ | 2000 EE113  | ۹ مارس ۲۰۰۰     |
| ۱۶۲۴۲۵ | 2000 EF136  | ۱۱ مارس ۲۰۰۰    |
| ۱۶۲۴۲۶ | 2000 EP143  | ۳ مارس ۲۰۰۰     |
| ۱۶۲۴۲۷ | 2000 EH162  | ۳ مارس ۲۰۰۰     |
| ۱۶۲۴۲۸ | 2000 EP162  | ۳ مارس ۲۰۰۰     |
| ۱۶۲۴۲۹ | 2000 EM165  | ۳ مارس ۲۰۰۰     |
| ۱۶۲۴۳۰ | 2000 EQ193  | ۳ مارس ۲۰۰۰     |
| ۱۶۲۴۳۱ | 2000 FV4    | ۲۷ مارس ۲۰۰۰    |
| ۱۶۲۴۳۲ | 2000 FR5    | ۲۵ مارس ۲۰۰۰    |
| ۱۶۲۴۳۳ | 2000 FK10   | ۲۶ مارس ۲۰۰۰    |
| ۱۶۲۴۳۴ | 2000 FA34   | ۲۹ مارس ۲۰۰۰    |
| ۱۶۲۴۳۵ | 2000 FO52   | ۲۹ مارس ۲۰۰۰    |
| ۱۶۲۴۳۶ | 2000 FX52   | ۳۰ مارس ۲۰۰۰    |
| ۱۶۲۴۳۷ | 2000 FH59   | ۲۹ مارس ۲۰۰۰    |
| ۱۶۲۴۳۸ | 2000 GF3    | ۵ آوریل ۲۰۰۰    |
| ۱۶۲۴۳۹ | 2000 GD5    | ۳ آوریل ۲۰۰۰    |
| ۱۶۲۴۴۰ | 2000 GR8    | ۵ آوریل ۲۰۰۰    |
| ۱۶۲۴۴۱ | 2000 GO23   | ۵ آوریل ۲۰۰۰    |
| ۱۶۲۴۴۲ | 2000 GU39   | ۵ آوریل ۲۰۰۰    |
| ۱۶۲۴۴۳ | 2000 GF40   | ۵ آوریل ۲۰۰۰    |
| ۱۶۲۴۴۴ | 2000 GP63   | ۵ آوریل ۲۰۰۰    |
| ۱۶۲۴۴۵ | 2000 GV63   | ۵ آوریل ۲۰۰۰    |
| ۱۶۲۴۴۶ | 2000 GT83   | ۳ آوریل ۲۰۰۰    |
| ۱۶۲۴۴۷ | 2000 GJ118  | ۳ آوریل ۲۰۰۰    |
| ۱۶۲۴۴۸ | 2000 GW152  | ۶ آوریل ۲۰۰۰    |
| ۱۶۲۴۴۹ | 2000 GC156  | ۶ آوریل ۲۰۰۰    |
| ۱۶۲۴۵۰ | 2000 GA159  | ۷ آوریل ۲۰۰۰    |
| ۱۶۲۴۵۱ | 2000 GB180  | ۵ آوریل ۲۰۰۰    |
| ۱۶۲۴۵۲ | 2000 HO14   | ۲۹ آوریل ۲۰۰۰   |
| ۱۶۲۴۵۳ | 2000 HU17   | ۲۴ آوریل ۲۰۰۰   |
| ۱۶۲۴۵۴ | 2000 HO24   | ۲۴ آوریل ۲۰۰۰   |
| ۱۶۲۴۵۵ | 2000 HL28   | ۲۹ آوریل ۲۰۰۰   |
| ۱۶۲۴۵۶ | 2000 HA35   | ۲۷ آوریل ۲۰۰۰   |
| ۱۶۲۴۵۷ | 2000 HO35   | ۲۷ آوریل ۲۰۰۰   |
| ۱۶۲۴۵۸ | 2000 HK48   | ۲۹ آوریل ۲۰۰۰   |
| ۱۶۲۴۵۹ | 2000 HO50   | ۲۹ آوریل ۲۰۰۰   |
| ۱۶۲۴۶۰ | 2000 HX69   | ۲۶ آوریل ۲۰۰۰   |
| ۱۶۲۴۶۱ | 2000 HS94   | ۲۹ آوریل ۲۰۰۰   |
| ۱۶۲۴۶۲ | 2000 HV103  | ۲۷ آوریل ۲۰۰۰   |
| ۱۶۲۴۶۳ | 2000 JH5    | ۲ مه ۲۰۰۰       |
| ۱۶۲۴۶۴ | 2000 JR60   | ۷ مه ۲۰۰۰       |
| ۱۶۲۴۶۵ | 2000 JU81   | ۷ مه ۲۰۰۰       |
| ۱۶۲۴۶۶ | 2000 JA90   | ۴ مه ۲۰۰۰       |
| ۱۶۲۴۶۷ | 2000 KJ20   | ۲۸ مه ۲۰۰۰      |
| ۱۶۲۴۶۸ | 2000 KW23   | ۲۸ مه ۲۰۰۰      |
| ۱۶۲۴۶۹ | 2000 KK40   | ۲۶ مه ۲۰۰۰      |
| ۱۶۲۴۷۰ | 2000 KX43   | ۲۹ مه ۲۰۰۰      |
| ۱۶۲۴۷۱ | 2000 KK60   | ۲۵ مه ۲۰۰۰      |
| ۱۶۲۴۷۱ | 2000 LL     | ۱ ژوئن ۲۰۰۰     |
| ۱۶۲۴۷۳ | 2000 LA16   | ۷ ژوئن ۲۰۰۰     |
| ۱۶۲۴۷۴ | 2000 LB16   | ۷ ژوئن ۲۰۰۰     |
| ۱۶۲۴۷۵ | 2000 MV4    | ۲۵ ژوئن ۲۰۰۰    |
| ۱۶۲۴۷۶ | 2000 NC21   | ۶ ژوئیه ۲۰۰۰    |
| ۱۶۲۴۷۷ | 2000 NV28   | ۲ ژوئیه ۲۰۰۰    |
| ۱۶۲۴۷۸ | 2000 OT9    | ۳۱ ژوئیه ۲۰۰۰   |
| ۱۶۲۴۷۹ | 2000 OH31   | ۳۰ ژوئیه ۲۰۰۰   |
| ۱۶۲۴۸۰ | 2000 OL36   | ۳۰ ژوئیه ۲۰۰۰   |
| ۱۶۲۴۸۱ | 2000 OM56   | ۲۹ ژوئیه ۲۰۰۰   |
| ۱۶۲۴۸۲ | 2000 ON59   | ۲۹ ژوئیه ۲۰۰۰   |
| ۱۶۲۴۸۳ | 2000 PJ5    | ۴ اوت ۲۰۰۰      |
| ۱۶۲۴۸۴ | 2000 PD10   | ۱ اوت ۲۰۰۰      |
| ۱۶۲۴۸۵ | 2000 PA14   | ۱ اوت ۲۰۰۰      |
| ۱۶۲۴۸۶ | 2000 PN14   | ۱ اوت ۲۰۰۰      |
| ۱۶۲۴۸۷ | 2000 PF15   | ۱ اوت ۲۰۰۰      |
| ۱۶۲۴۸۸ | 2000 PV19   | ۱ اوت ۲۰۰۰      |
| ۱۶۲۴۸۹ | 2000 PX19   | ۱ اوت ۲۰۰۰      |
| ۱۶۲۴۹۰ | 2000 PA21   | ۱ اوت ۲۰۰۰      |
| ۱۶۲۴۹۱ | 2000 PV23   | ۲ اوت ۲۰۰۰      |
| ۱۶۲۴۹۲ | 2000 QA2    | ۲۴ اوت ۲۰۰۰     |
| ۱۶۲۴۹۳ | 2000 QY7    | ۲۵ اوت ۲۰۰۰     |
| ۱۶۲۴۹۴ | 2000 QA8    | ۲۵ اوت ۲۰۰۰     |
| ۱۶۲۴۹۵ | 2000 QV17   | ۲۴ اوت ۲۰۰۰     |
| ۱۶۲۴۹۶ | 2000 QH26   | ۲۶ اوت ۲۰۰۰     |
| ۱۶۲۴۹۷ | 2000 QW26   | ۲۴ اوت ۲۰۰۰     |
| ۱۶۲۴۹۸ | 2000 QH32   | ۲۶ اوت ۲۰۰۰     |
| ۱۶۲۴۹۹ | 2000 QZ33   | ۲۶ اوت ۲۰۰۰     |
| ۱۶۲۵۰۰ | 2000 QE38   | ۲۴ اوت ۲۰۰۰     |
| ۱۶۲۵۰۱ | 2000 QH38   | ۲۴ اوت ۲۰۰۰     |
| ۱۶۲۵۰۲ | 2000 QL38   | ۲۴ اوت ۲۰۰۰     |
| ۱۶۲۵۰۳ | 2000 QF41   | ۲۴ اوت ۲۰۰۰     |
| ۱۶۲۵۰۴ | 2000 QM43   | ۲۴ اوت ۲۰۰۰     |
| ۱۶۲۵۰۵ | 2000 QP48   | ۲۴ اوت ۲۰۰۰     |
| ۱۶۲۵۰۶ | 2000 QC49   | ۲۴ اوت ۲۰۰۰     |
| ۱۶۲۵۰۷ | 2000 QE60   | ۲۶ اوت ۲۰۰۰     |
| ۱۶۲۵۰۸ | 2000 QA65   | ۲۸ اوت ۲۰۰۰     |
| ۱۶۲۵۰۹ | 2000 QV66   | ۲۸ اوت ۲۰۰۰     |
| ۱۶۲۵۱۰ | 2000 QW69   | ۲۸ اوت ۲۰۰۰     |
| ۱۶۲۵۱۱ | 2000 QP73   | ۲۴ اوت ۲۰۰۰     |
| ۱۶۲۵۱۲ | 2000 QT80   | ۲۴ اوت ۲۰۰۰     |
| ۱۶۲۵۱۳ | 2000 QQ86   | ۲۵ اوت ۲۰۰۰     |
| ۱۶۲۵۱۴ | 2000 QR97   | ۲۸ اوت ۲۰۰۰     |
| ۱۶۲۵۱۵ | 2000 QK99   | ۲۸ اوت ۲۰۰۰     |
| ۱۶۲۵۱۶ | 2000 QX106  | ۲۹ اوت ۲۰۰۰     |
| ۱۶۲۵۱۷ | 2000 QA107  | ۲۹ اوت ۲۰۰۰     |
| ۱۶۲۵۱۸ | 2000 QR108  | ۲۹ اوت ۲۰۰۰     |
| ۱۶۲۵۱۹ | 2000 QX113  | ۲۴ اوت ۲۰۰۰     |
| ۱۶۲۵۲۰ | 2000 QR119  | ۲۵ اوت ۲۰۰۰     |
| ۱۶۲۵۲۱ | 2000 QA121  | ۲۵ اوت ۲۰۰۰     |
| ۱۶۲۵۲۲ | 2000 QR122  | ۲۵ اوت ۲۰۰۰     |
| ۱۶۲۵۲۳ | 2000 QQ125  | ۳۱ اوت ۲۰۰۰     |
| ۱۶۲۵۲۴ | 2000 QT125  | ۳۱ اوت ۲۰۰۰     |
| ۱۶۲۵۲۵ | 2000 QK127  | ۲۴ اوت ۲۰۰۰     |
| ۱۶۲۵۲۶ | 2000 QV131  | ۲۵ اوت ۲۰۰۰     |
| ۱۶۲۵۲۷ | 2000 QO134  | ۲۶ اوت ۲۰۰۰     |
| ۱۶۲۵۲۸ | 2000 QT134  | ۲۶ اوت ۲۰۰۰     |
| ۱۶۲۵۲۹ | 2000 QE141  | ۳۱ اوت ۲۰۰۰     |
| ۱۶۲۵۳۰ | 2000 QV141  | ۳۱ اوت ۲۰۰۰     |
| ۱۶۲۵۳۱ | 2000 QW142  | ۳۱ اوت ۲۰۰۰     |
| ۱۶۲۵۳۲ | 2000 QC146  | ۳۱ اوت ۲۰۰۰     |
| ۱۶۲۵۳۳ | 2000 QW146  | ۳۱ اوت ۲۰۰۰     |
| ۱۶۲۵۳۴ | 2000 QR157  | ۳۱ اوت ۲۰۰۰     |
| ۱۶۲۵۳۵ | 2000 QN158  | ۳۱ اوت ۲۰۰۰     |
| ۱۶۲۵۳۶ | 2000 QB161  | ۳۱ اوت ۲۰۰۰     |
| ۱۶۲۵۳۷ | 2000 QP164  | ۳۱ اوت ۲۰۰۰     |
| ۱۶۲۵۳۸ | 2000 QQ164  | ۳۱ اوت ۲۰۰۰     |
| ۱۶۲۵۳۹ | 2000 QA166  | ۳۱ اوت ۲۰۰۰     |
| ۱۶۲۵۴۰ | 2000 QZ167  | ۳۱ اوت ۲۰۰۰     |
| ۱۶۲۵۴۱ | 2000 QY170  | ۳۱ اوت ۲۰۰۰     |
| ۱۶۲۵۴۲ | 2000 QX174  | ۳۱ اوت ۲۰۰۰     |
| ۱۶۲۵۴۳ | 2000 QC177  | ۳۱ اوت ۲۰۰۰     |
| ۱۶۲۵۴۴ | 2000 QF187  | ۲۶ اوت ۲۰۰۰     |
| ۱۶۲۵۴۵ | 2000 QR205  | ۳۱ اوت ۲۰۰۰     |
| ۱۶۲۵۴۶ | 2000 QM207  | ۳۱ اوت ۲۰۰۰     |
| ۱۶۲۵۴۷ | 2000 QR208  | ۳۱ اوت ۲۰۰۰     |
| ۱۶۲۵۴۸ | 2000 QH212  | ۳۱ اوت ۲۰۰۰     |
| ۱۶۲۵۴۹ | 2000 QT213  | ۳۱ اوت ۲۰۰۰     |
| ۱۶۲۵۵۰ | 2000 QF217  | ۳۱ اوت ۲۰۰۰     |
| ۱۶۲۵۵۱ | 2000 QS226  | ۳۱ اوت ۲۰۰۰     |
| ۱۶۲۵۵۲ | 2000 QC251  | ۲۱ اوت ۲۰۰۰     |
| ۱۶۲۵۵۳ | 2000 RH12   | ۳ سپتامبر ۲۰۰۰  |
| ۱۶۲۵۵۴ | 2000 RK13   | ۱ سپتامبر ۲۰۰۰  |
| ۱۶۲۵۵۵ | 2000 RZ14   | ۱ سپتامبر ۲۰۰۰  |
| ۱۶۲۵۵۶ | 2000 RW16   | ۱ سپتامبر ۲۰۰۰  |
| ۱۶۲۵۵۷ | 2000 RP20   | ۱ سپتامبر ۲۰۰۰  |
| ۱۶۲۵۵۸ | 2000 RF21   | ۱ سپتامبر ۲۰۰۰  |
| ۱۶۲۵۵۹ | 2000 RY21   | ۱ سپتامبر ۲۰۰۰  |
| ۱۶۲۵۶۰ | 2000 RJ23   | ۱ سپتامبر ۲۰۰۰  |
| ۱۶۲۵۶۱ | 2000 RT24   | ۱ سپتامبر ۲۰۰۰  |
| ۱۶۲۵۶۲ | 2000 RA27   | ۱ سپتامبر ۲۰۰۰  |
| ۱۶۲۵۶۳ | 2000 RU27   | ۱ سپتامبر ۲۰۰۰  |
| ۱۶۲۵۶۴ | 2000 RO31   | ۱ سپتامبر ۲۰۰۰  |
| ۱۶۲۵۶۵ | 2000 RU31   | ۱ سپتامبر ۲۰۰۰  |
| ۱۶۲۵۶۶ | 2000 RJ34   | ۱ سپتامبر ۲۰۰۰  |
| ۱۶۲۵۶۷ | 2000 RW37   | ۳ سپتامبر ۲۰۰۰  |
| ۱۶۲۵۶۸ | 2000 RF38   | ۵ سپتامبر ۲۰۰۰  |
| ۱۶۲۵۶۹ | 2000 RT41   | ۳ سپتامبر ۲۰۰۰  |
| ۱۶۲۵۷۰ | 2000 RA45   | ۳ سپتامبر ۲۰۰۰  |
| ۱۶۲۵۷۱ | 2000 RE59   | ۷ سپتامبر ۲۰۰۰  |
| ۱۶۲۵۷۲ | 2000 RT60   | ۶ سپتامبر ۲۰۰۰  |
| ۱۶۲۵۷۳ | 2000 RT63   | ۳ سپتامبر ۲۰۰۰  |
| ۱۶۲۵۷۴ | 2000 RT65   | ۱ سپتامبر ۲۰۰۰  |
| ۱۶۲۵۷۵ | 2000 RY77   | ۲ سپتامبر ۲۰۰۰  |
| ۱۶۲۵۷۶ | 2000 RR87   | ۲ سپتامبر ۲۰۰۰  |
| ۱۶۲۵۷۷ | 2000 RR90   | ۳ سپتامبر ۲۰۰۰  |
| ۱۶۲۵۷۸ | 2000 RJ92   | ۳ سپتامبر ۲۰۰۰  |
| ۱۶۲۵۷۹ | 2000 SE5    | ۲۰ سپتامبر ۲۰۰۰ |
| ۱۶۲۵۸۰ | 2000 SU6    | ۲۱ سپتامبر ۲۰۰۰ |
| ۱۶۲۵۸۱ | 2000 SA10   | ۲۳ سپتامبر ۲۰۰۰ |
| ۱۶۲۵۸۲ | 2000 SH12   | ۲۰ سپتامبر ۲۰۰۰ |
| ۱۶۲۵۸۳ | 2000 SD14   | ۲۳ سپتامبر ۲۰۰۰ |
| ۱۶۲۵۸۴ | 2000 SS29   | ۲۴ سپتامبر ۲۰۰۰ |
| ۱۶۲۵۸۵ | 2000 SN30   | ۲۴ سپتامبر ۲۰۰۰ |
| ۱۶۲۵۸۶ | 2000 SE31   | ۲۴ سپتامبر ۲۰۰۰ |
| ۱۶۲۵۸۷ | 2000 SE34   | ۲۴ سپتامبر ۲۰۰۰ |
| ۱۶۲۵۸۸ | 2000 ST34   | ۲۴ سپتامبر ۲۰۰۰ |
| ۱۶۲۵۸۹ | 2000 SH35   | ۲۴ سپتامبر ۲۰۰۰ |
| ۱۶۲۵۹۰ | 2000 SY38   | ۲۴ سپتامبر ۲۰۰۰ |
| ۱۶۲۵۹۱ | 2000 SF40   | ۲۴ سپتامبر ۲۰۰۰ |
| ۱۶۲۵۹۲ | 2000 SO43   | ۲۴ سپتامبر ۲۰۰۰ |
| ۱۶۲۵۹۳ | 2000 SY47   | ۲۳ سپتامبر ۲۰۰۰ |
| ۱۶۲۵۹۴ | 2000 SE61   | ۲۴ سپتامبر ۲۰۰۰ |
| ۱۶۲۵۹۵ | 2000 SX62   | ۲۴ سپتامبر ۲۰۰۰ |
| ۱۶۲۵۹۶ | 2000 SG64   | ۲۴ سپتامبر ۲۰۰۰ |
| ۱۶۲۵۹۷ | 2000 SJ66   | ۲۴ سپتامبر ۲۰۰۰ |
| ۱۶۲۵۹۸ | 2000 SP67   | ۲۴ سپتامبر ۲۰۰۰ |
| ۱۶۲۵۹۹ | 2000 SR68   | ۲۴ سپتامبر ۲۰۰۰ |
| ۱۶۲۶۰۰ | 2000 SV71   | ۲۴ سپتامبر ۲۰۰۰ |
| ۱۶۲۶۰۱ | 2000 SB72   | ۲۴ سپتامبر ۲۰۰۰ |
| ۱۶۲۶۰۲ | 2000 SD73   | ۲۴ سپتامبر ۲۰۰۰ |
| ۱۶۲۶۰۳ | 2000 SJ74   | ۲۴ سپتامبر ۲۰۰۰ |
| ۱۶۲۶۰۴ | 2000 SM74   | ۲۴ سپتامبر ۲۰۰۰ |
| ۱۶۲۶۰۵ | 2000 ST74   | ۲۴ سپتامبر ۲۰۰۰ |
| ۱۶۲۶۰۶ | 2000 SR77   | ۲۴ سپتامبر ۲۰۰۰ |
| ۱۶۲۶۰۷ | 2000 SV80   | ۲۴ سپتامبر ۲۰۰۰ |
| ۱۶۲۶۰۸ | 2000 SD90   | ۲۲ سپتامبر ۲۰۰۰ |
| ۱۶۲۶۰۹ | 2000 SH93   | ۲۳ سپتامبر ۲۰۰۰ |
| ۱۶۲۶۱۰ | 2000 SF98   | ۲۳ سپتامبر ۲۰۰۰ |
| ۱۶۲۶۱۱ | 2000 SN99   | ۲۳ سپتامبر ۲۰۰۰ |
| ۱۶۲۶۱۲ | 2000 SX99   | ۲۳ سپتامبر ۲۰۰۰ |
| ۱۶۲۶۱۳ | 2000 SE102  | ۲۴ سپتامبر ۲۰۰۰ |
| ۱۶۲۶۱۴ | 2000 SJ103  | ۲۴ سپتامبر ۲۰۰۰ |
| ۱۶۲۶۱۵ | 2000 SO103  | ۲۴ سپتامبر ۲۰۰۰ |
| ۱۶۲۶۱۶ | 2000 SU104  | ۲۴ سپتامبر ۲۰۰۰ |
| ۱۶۲۶۱۷ | 2000 SP107  | ۲۴ سپتامبر ۲۰۰۰ |
| ۱۶۲۶۱۸ | 2000 SA111  | ۲۴ سپتامبر ۲۰۰۰ |
| ۱۶۲۶۱۹ | 2000 SK114  | ۲۴ سپتامبر ۲۰۰۰ |
| ۱۶۲۶۲۰ | 2000 SP114  | ۲۴ سپتامبر ۲۰۰۰ |
| ۱۶۲۶۲۱ | 2000 SD118  | ۲۴ سپتامبر ۲۰۰۰ |
| ۱۶۲۶۲۲ | 2000 SZ118  | ۲۴ سپتامبر ۲۰۰۰ |
| ۱۶۲۶۲۳ | 2000 SH119  | ۲۴ سپتامبر ۲۰۰۰ |
| ۱۶۲۶۲۴ | 2000 SP121  | ۲۴ سپتامبر ۲۰۰۰ |
| ۱۶۲۶۲۵ | 2000 SR127  | ۲۴ سپتامبر ۲۰۰۰ |
| ۱۶۲۶۲۶ | 2000 SH129  | ۲۶ سپتامبر ۲۰۰۰ |
| ۱۶۲۶۲۷ | 2000 SR135  | ۲۳ سپتامبر ۲۰۰۰ |
| ۱۶۲۶۲۸ | 2000 SO138  | ۲۳ سپتامبر ۲۰۰۰ |
| ۱۶۲۶۲۹ | 2000 SU139  | ۲۳ سپتامبر ۲۰۰۰ |
| ۱۶۲۶۳۰ | 2000 SC146  | ۲۴ سپتامبر ۲۰۰۰ |
| ۱۶۲۶۳۱ | 2000 SN146  | ۲۴ سپتامبر ۲۰۰۰ |
| ۱۶۲۶۳۲ | 2000 SA147  | ۲۴ سپتامبر ۲۰۰۰ |
| ۱۶۲۶۳۳ | 2000 SQ151  | ۲۴ سپتامبر ۲۰۰۰ |
| ۱۶۲۶۳۴ | 2000 SH158  | ۲۷ سپتامبر ۲۰۰۰ |
| ۱۶۲۶۳۵ | 2000 SS164  | ۲۷ سپتامبر ۲۰۰۰ |
| ۱۶۲۶۳۶ | 2000 SG169  | ۲۳ سپتامبر ۲۰۰۰ |
| ۱۶۲۶۳۷ | 2000 SM173  | ۲۸ سپتامبر ۲۰۰۰ |
| ۱۶۲۶۳۸ | 2000 ST175  | ۲۸ سپتامبر ۲۰۰۰ |
| ۱۶۲۶۳۹ | 2000 SV176  | ۲۸ سپتامبر ۲۰۰۰ |
| ۱۶۲۶۴۰ | 2000 SM178  | ۲۸ سپتامبر ۲۰۰۰ |
| ۱۶۲۶۴۱ | 2000 SB179  | ۲۸ سپتامبر ۲۰۰۰ |
| ۱۶۲۶۴۲ | 2000 SC191  | ۲۴ سپتامبر ۲۰۰۰ |
| ۱۶۲۶۴۳ | 2000 SA198  | ۲۴ سپتامبر ۲۰۰۰ |
| ۱۶۲۶۴۴ | 2000 SZ204  | ۲۴ سپتامبر ۲۰۰۰ |
| ۱۶۲۶۴۵ | 2000 SV207  | ۲۴ سپتامبر ۲۰۰۰ |
| ۱۶۲۶۴۶ | 2000 SJ208  | ۲۴ سپتامبر ۲۰۰۰ |
| ۱۶۲۶۴۷ | 2000 SM216  | ۲۶ سپتامبر ۲۰۰۰ |
| ۱۶۲۶۴۸ | 2000 ST218  | ۲۶ سپتامبر ۲۰۰۰ |
| ۱۶۲۶۴۹ | 2000 SF220  | ۲۶ سپتامبر ۲۰۰۰ |
| ۱۶۲۶۵۰ | 2000 SS222  | ۲۷ سپتامبر ۲۰۰۰ |
| ۱۶۲۶۵۱ | 2000 SU228  | ۲۸ سپتامبر ۲۰۰۰ |
| ۱۶۲۶۵۲ | 2000 SW229  | ۲۸ سپتامبر ۲۰۰۰ |
| ۱۶۲۶۵۳ | 2000 SM230  | ۲۸ سپتامبر ۲۰۰۰ |
| ۱۶۲۶۵۴ | 2000 SY232  | ۲۷ سپتامبر ۲۰۰۰ |
| ۱۶۲۶۵۵ | 2000 SN235  | ۲۴ سپتامبر ۲۰۰۰ |
| ۱۶۲۶۵۶ | 2000 SB242  | ۲۴ سپتامبر ۲۰۰۰ |
| ۱۶۲۶۵۷ | 2000 SJ244  | ۲۴ سپتامبر ۲۰۰۰ |
| ۱۶۲۶۵۸ | 2000 SK244  | ۲۴ سپتامبر ۲۰۰۰ |
| ۱۶۲۶۵۹ | 2000 SJ247  | ۲۴ سپتامبر ۲۰۰۰ |
| ۱۶۲۶۶۰ | 2000 SJ248  | ۲۴ سپتامبر ۲۰۰۰ |
| ۱۶۲۶۶۱ | 2000 SG253  | ۲۴ سپتامبر ۲۰۰۰ |
| ۱۶۲۶۶۲ | 2000 SF257  | ۲۴ سپتامبر ۲۰۰۰ |
| ۱۶۲۶۶۳ | 2000 SS257  | ۲۴ سپتامبر ۲۰۰۰ |
| ۱۶۲۶۶۴ | 2000 SE258  | ۲۴ سپتامبر ۲۰۰۰ |
| ۱۶۲۶۶۵ | 2000 SZ259  | ۲۴ سپتامبر ۲۰۰۰ |
| ۱۶۲۶۶۶ | 2000 SS263  | ۲۶ سپتامبر ۲۰۰۰ |
| ۱۶۲۶۶۷ | 2000 SN267  | ۲۷ سپتامبر ۲۰۰۰ |
| ۱۶۲۶۶۸ | 2000 SM268  | ۲۷ سپتامبر ۲۰۰۰ |
| ۱۶۲۶۶۹ | 2000 SS277  | ۳۰ سپتامبر ۲۰۰۰ |
| ۱۶۲۶۷۰ | 2000 SQ280  | ۳۰ سپتامبر ۲۰۰۰ |
| ۱۶۲۶۷۱ | 2000 SV287  | ۲۶ سپتامبر ۲۰۰۰ |
| ۱۶۲۶۷۲ | 2000 SR299  | ۲۸ سپتامبر ۲۰۰۰ |
| ۱۶۲۶۷۳ | 2000 SF304  | ۳۰ سپتامبر ۲۰۰۰ |
| ۱۶۲۶۷۴ | 2000 SF305  | ۳۰ سپتامبر ۲۰۰۰ |
| ۱۶۲۶۷۵ | 2000 SW327  | ۳۰ سپتامبر ۲۰۰۰ |
| ۱۶۲۶۷۶ | 2000 SO368  | ۲۴ سپتامبر ۲۰۰۰ |
| ۱۶۲۶۷۷ | 2000 SA372  | ۲۴ سپتامبر ۲۰۰۰ |
| ۱۶۲۶۷۸ | 2000 SE372  | ۳۰ سپتامبر ۲۰۰۰ |
| ۱۶۲۶۷۹ | 2000 TK1    | ۱ اکتبر ۲۰۰۰    |
| ۱۶۲۶۸۰ | 2000 TY12   | ۱ اکتبر ۲۰۰۰    |
| ۱۶۲۶۸۱ | 2000 TU13   | ۱ اکتبر ۲۰۰۰    |
| ۱۶۲۶۸۲ | 2000 TL15   | ۱ اکتبر ۲۰۰۰    |
| ۱۶۲۶۸۳ | 2000 TP39   | ۱ اکتبر ۲۰۰۰    |
| ۱۶۲۶۸۴ | 2000 TC51   | ۱ اکتبر ۲۰۰۰    |
| ۱۶۲۶۸۵ | 2000 TK59   | ۲ اکتبر ۲۰۰۰    |
| ۱۶۲۶۸۶ | 2000 TO65   | ۱ اکتبر ۲۰۰۰    |
| ۱۶۲۶۸۷ | 2000 UH1    | ۱۸ اکتبر ۲۰۰۰   |
| ۱۶۲۶۸۸ | 2000 UJ4    | ۲۴ اکتبر ۲۰۰۰   |
| ۱۶۲۶۸۹ | 2000 UN4    | ۲۴ اکتبر ۲۰۰۰   |
| ۱۶۲۶۹۰ | 2000 UK5    | ۲۴ اکتبر ۲۰۰۰   |
| ۱۶۲۶۹۱ | 2000 UN6    | ۲۴ اکتبر ۲۰۰۰   |
| ۱۶۲۶۹۲ | 2000 UJ8    | ۲۴ اکتبر ۲۰۰۰   |
| ۱۶۲۶۹۳ | 2000 UN10   | ۲۴ اکتبر ۲۰۰۰   |
| ۱۶۲۶۹۴ | 2000 UH11   | ۲۵ اکتبر ۲۰۰۰   |
| ۱۶۲۶۹۵ | 2000 UL11   | ۲۵ اکتبر ۲۰۰۰   |
| ۱۶۲۶۹۶ | 2000 UK12   | ۲۴ اکتبر ۲۰۰۰   |
| ۱۶۲۶۹۷ | 2000 UO18   | ۲۵ اکتبر ۲۰۰۰   |
| ۱۶۲۶۹۸ | 2000 UN30   | ۲۹ اکتبر ۲۰۰۰   |
| ۱۶۲۶۹۹ | 2000 US30   | ۲۹ اکتبر ۲۰۰۰   |
| ۱۶۲۷۰۰ | 2000 UZ38   | ۲۴ اکتبر ۲۰۰۰   |
| ۱۶۲۷۰۱ | 2000 UL42   | ۲۴ اکتبر ۲۰۰۰   |
| ۱۶۲۷۰۲ | 2000 UT43   | ۲۴ اکتبر ۲۰۰۰   |
| ۱۶۲۷۰۳ | 2000 UW51   | ۲۴ اکتبر ۲۰۰۰   |
| ۱۶۲۷۰۴ | 2000 UR63   | ۲۵ اکتبر ۲۰۰۰   |
| ۱۶۲۷۰۵ | 2000 UB66   | ۲۵ اکتبر ۲۰۰۰   |
| ۱۶۲۷۰۶ | 2000 UY68   | ۲۵ اکتبر ۲۰۰۰   |
| ۱۶۲۷۰۷ | 2000 UW69   | ۲۵ اکتبر ۲۰۰۰   |
| ۱۶۲۷۰۸ | 2000 UR70   | ۲۵ اکتبر ۲۰۰۰   |
| ۱۶۲۷۰۹ | 2000 UE71   | ۲۵ اکتبر ۲۰۰۰   |
| ۱۶۲۷۱۰ | 2000 UU72   | ۲۵ اکتبر ۲۰۰۰   |
| ۱۶۲۷۱۱ | 2000 UA78   | ۲۴ اکتبر ۲۰۰۰   |
| ۱۶۲۷۱۲ | 2000 UY85   | ۳۱ اکتبر ۲۰۰۰   |
| ۱۶۲۷۱۳ | 2000 UY95   | ۲۵ اکتبر ۲۰۰۰   |
| ۱۶۲۷۱۴ | 2000 UN96   | ۲۵ اکتبر ۲۰۰۰   |
| ۱۶۲۷۱۵ | 2000 UN99   | ۲۵ اکتبر ۲۰۰۰   |
| ۱۶۲۷۱۶ | 2000 UT100  | ۲۵ اکتبر ۲۰۰۰   |
| ۱۶۲۷۱۷ | 2000 UH102  | ۲۵ اکتبر ۲۰۰۰   |
| ۱۶۲۷۱۸ | 2000 UW103  | ۲۵ اکتبر ۲۰۰۰   |
| ۱۶۲۷۱۹ | 2000 UY103  | ۲۵ اکتبر ۲۰۰۰   |
| ۱۶۲۷۲۰ | 2000 UR110  | ۳۱ اکتبر ۲۰۰۰   |
| ۱۶۲۷۲۱ | 2000 UC114  | ۲۴ اکتبر ۲۰۰۰   |
| ۱۶۲۷۲۱ | 2000 VD     | ۱ نوامبر ۲۰۰۰   |
| ۱۶۲۷۲۳ | 2000 VM2    | ۱ نوامبر ۲۰۰۰   |
| ۱۶۲۷۲۴ | 2000 VW2    | ۱ نوامبر ۲۰۰۰   |
| ۱۶۲۷۲۵ | 2000 VT11   | ۱ نوامبر ۲۰۰۰   |
| ۱۶۲۷۲۶ | 2000 VR12   | ۱ نوامبر ۲۰۰۰   |
| ۱۶۲۷۲۷ | 2000 VO14   | ۱ نوامبر ۲۰۰۰   |
| ۱۶۲۷۲۸ | 2000 VY14   | ۱ نوامبر ۲۰۰۰   |
| ۱۶۲۷۲۹ | 2000 VU16   | ۱ نوامبر ۲۰۰۰   |
| ۱۶۲۷۳۰ | 2000 VO17   | ۱ نوامبر ۲۰۰۰   |
| ۱۶۲۷۳۱ | 2000 VG22   | ۱ نوامبر ۲۰۰۰   |
| ۱۶۲۷۳۲ | 2000 VK23   | ۱ نوامبر ۲۰۰۰   |
| ۱۶۲۷۳۳ | 2000 VH34   | ۱ نوامبر ۲۰۰۰   |
| ۱۶۲۷۳۴ | 2000 VH48   | ۲ نوامبر ۲۰۰۰   |
| ۱۶۲۷۳۵ | 2000 VL48   | ۲ نوامبر ۲۰۰۰   |
| ۱۶۲۷۳۶ | 2000 VD52   | ۳ نوامبر ۲۰۰۰   |
| ۱۶۲۷۳۷ | 2000 VP53   | ۳ نوامبر ۲۰۰۰   |
| ۱۶۲۷۳۸ | 2000 VG55   | ۳ نوامبر ۲۰۰۰   |
| ۱۶۲۷۳۸ | 2000 WS     | ۱۶ نوامبر ۲۰۰۰  |
| ۱۶۲۷۴۰ | 2000 WF6    | ۱۶ نوامبر ۲۰۰۰  |
| ۱۶۲۷۴۱ | 2000 WG6    | ۱۸ نوامبر ۲۰۰۰  |
| ۱۶۲۷۴۲ | 2000 WV14   | ۲۰ نوامبر ۲۰۰۰  |
| ۱۶۲۷۴۳ | 2000 WN15   | ۲۰ نوامبر ۲۰۰۰  |
| ۱۶۲۷۴۴ | 2000 WA18   | ۲۱ نوامبر ۲۰۰۰  |
| ۱۶۲۷۴۵ | 2000 WT18   | ۲۱ نوامبر ۲۰۰۰  |
| ۱۶۲۷۴۶ | 2000 WJ24   | ۲۰ نوامبر ۲۰۰۰  |
| ۱۶۲۷۴۷ | 2000 WH28   | ۲۳ نوامبر ۲۰۰۰  |
| ۱۶۲۷۴۸ | 2000 WG30   | ۲۰ نوامبر ۲۰۰۰  |
| ۱۶۲۷۴۹ | 2000 WF42   | ۲۱ نوامبر ۲۰۰۰  |
| ۱۶۲۷۵۰ | 2000 WY42   | ۲۱ نوامبر ۲۰۰۰  |
| ۱۶۲۷۵۱ | 2000 WZ46   | ۲۱ نوامبر ۲۰۰۰  |
| ۱۶۲۷۵۲ | 2000 WF48   | ۲۱ نوامبر ۲۰۰۰  |
| ۱۶۲۷۵۳ | 2000 WO55   | ۲۰ نوامبر ۲۰۰۰  |
| ۱۶۲۷۵۴ | 2000 WP56   | ۲۱ نوامبر ۲۰۰۰  |
| ۱۶۲۷۵۵ | 2000 WA68   | ۲۸ نوامبر ۲۰۰۰  |
| ۱۶۲۷۵۶ | 2000 WT82   | ۲۰ نوامبر ۲۰۰۰  |
| ۱۶۲۷۵۷ | 2000 WP87   | ۲۰ نوامبر ۲۰۰۰  |
| ۱۶۲۷۵۸ | 2000 WA96   | ۲۱ نوامبر ۲۰۰۰  |
| ۱۶۲۷۵۹ | 2000 WV101  | ۲۶ نوامبر ۲۰۰۰  |
| ۱۶۲۷۶۰ | 2000 WZ108  | ۲۰ نوامبر ۲۰۰۰  |
| ۱۶۲۷۶۱ | 2000 WG110  | ۲۰ نوامبر ۲۰۰۰  |
| ۱۶۲۷۶۲ | 2000 WN115  | ۲۰ نوامبر ۲۰۰۰  |
| ۱۶۲۷۶۳ | 2000 WY115  | ۲۰ نوامبر ۲۰۰۰  |
| ۱۶۲۷۶۴ | 2000 WJ117  | ۲۰ نوامبر ۲۰۰۰  |
| ۱۶۲۷۶۵ | 2000 WO120  | ۲۰ نوامبر ۲۰۰۰  |
| ۱۶۲۷۶۶ | 2000 WU127  | ۱۷ نوامبر ۲۰۰۰  |
| ۱۶۲۷۶۷ | 2000 WD135  | ۱۹ نوامبر ۲۰۰۰  |
| ۱۶۲۷۶۸ | 2000 WC138  | ۲۱ نوامبر ۲۰۰۰  |
| ۱۶۲۷۶۹ | 2000 WJ155  | ۳۰ نوامبر ۲۰۰۰  |
| ۱۶۲۷۷۰ | 2000 WS156  | ۳۰ نوامبر ۲۰۰۰  |
| ۱۶۲۷۷۱ | 2000 WP169  | ۲۶ نوامبر ۲۰۰۰  |
| ۱۶۲۷۷۲ | 2000 WX175  | ۲۶ نوامبر ۲۰۰۰  |
| ۱۶۲۷۷۳ | 2000 WJ191  | ۱۹ نوامبر ۲۰۰۰  |
| ۱۶۲۷۷۴ | 2000 XV1    | ۳ دسامبر ۲۰۰۰   |
| ۱۶۲۷۷۵ | 2000 XG6    | ۱ دسامبر ۲۰۰۰   |
| ۱۶۲۷۷۶ | 2000 XO11   | ۴ دسامبر ۲۰۰۰   |
| ۱۶۲۷۷۷ | 2000 XV23   | ۴ دسامبر ۲۰۰۰   |
| ۱۶۲۷۷۸ | 2000 XJ26   | ۴ دسامبر ۲۰۰۰   |
| ۱۶۲۷۷۹ | 2000 XE30   | ۴ دسامبر ۲۰۰۰   |
| ۱۶۲۷۸۰ | 2000 XJ38   | ۵ دسامبر ۲۰۰۰   |
| ۱۶۲۷۸۱ | 2000 XL44   | ۶ دسامبر ۲۰۰۰   |
| ۱۶۲۷۸۲ | 2000 XS47   | ۴ دسامبر ۲۰۰۰   |
| ۱۶۲۷۸۳ | 2000 YJ11   | ۱۹ دسامبر ۲۰۰۰  |
| ۱۶۲۷۸۴ | 2000 YQ15   | ۲۲ دسامبر ۲۰۰۰  |
| ۱۶۲۷۸۵ | 2000 YA17   | ۲۲ دسامبر ۲۰۰۰  |
| ۱۶۲۷۸۶ | 2000 YT21   | ۲۴ دسامبر ۲۰۰۰  |
| ۱۶۲۷۸۷ | 2000 YB22   | ۲۹ دسامبر ۲۰۰۰  |
| ۱۶۲۷۸۸ | 2000 YR31   | ۳۱ دسامبر ۲۰۰۰  |
| ۱۶۲۷۸۹ | 2000 YF33   | ۳۰ دسامبر ۲۰۰۰  |
| ۱۶۲۷۹۰ | 2000 YJ35   | ۳۰ دسامبر ۲۰۰۰  |
| ۱۶۲۷۹۱ | 2000 YC42   | ۳۰ دسامبر ۲۰۰۰  |
| ۱۶۲۷۹۲ | 2000 YX43   | ۳۰ دسامبر ۲۰۰۰  |
| ۱۶۲۷۹۳ | 2000 YY43   | ۳۰ دسامبر ۲۰۰۰  |
| ۱۶۲۷۹۴ | 2000 YC48   | ۳۰ دسامبر ۲۰۰۰  |
| ۱۶۲۷۹۵ | 2000 YF52   | ۳۰ دسامبر ۲۰۰۰  |
| ۱۶۲۷۹۶ | 2000 YA69   | ۳۰ دسامبر ۲۰۰۰  |
| ۱۶۲۷۹۷ | 2000 YR74   | ۳۰ دسامبر ۲۰۰۰  |
| ۱۶۲۷۹۸ | 2000 YV79   | ۳۰ دسامبر ۲۰۰۰  |
| ۱۶۲۷۹۹ | 2000 YH80   | ۳۰ دسامبر ۲۰۰۰  |
| ۱۶۲۸۰۰ | 2000 YT82   | ۳۰ دسامبر ۲۰۰۰  |
| ۱۶۲۸۰۱ | 2000 YV91   | ۳۰ دسامبر ۲۰۰۰  |
| ۱۶۲۸۰۲ | 2000 YK120  | ۱۹ دسامبر ۲۰۰۰  |
| ۱۶۲۸۰۳ | 2000 YG133  | ۳۰ دسامبر ۲۰۰۰  |
| ۱۶۲۸۰۴ | 2000 YV136  | ۲۳ دسامبر ۲۰۰۰  |
| ۱۶۲۸۰۴ | 2001 AR     | ۲ ژانویه ۲۰۰۱   |
| ۱۶۲۸۰۶ | 2001 AY10   | ۲ ژانویه ۲۰۰۱   |
| ۱۶۲۸۰۷ | 2001 AN12   | ۲ ژانویه ۲۰۰۱   |
| ۱۶۲۸۰۸ | 2001 AS12   | ۲ ژانویه ۲۰۰۱   |
| ۱۶۲۸۰۹ | 2001 AW34   | ۴ ژانویه ۲۰۰۱   |
| ۱۶۲۸۱۰ | 2001 AA37   | ۵ ژانویه ۲۰۰۱   |
| ۱۶۲۸۱۱ | 2001 AG51   | ۱۵ ژانویه ۲۰۰۱  |
| ۱۶۲۸۱۲ | 2001 AV51   | ۱۵ ژانویه ۲۰۰۱  |
| ۱۶۲۸۱۳ | 2001 BE9    | ۱۹ ژانویه ۲۰۰۱  |
| ۱۶۲۸۱۴ | 2001 BT19   | ۱۹ ژانویه ۲۰۰۱  |
| ۱۶۲۸۱۵ | 2001 BU22   | ۲۰ ژانویه ۲۰۰۱  |
| ۱۶۲۸۱۶ | 2001 BL23   | ۲۰ ژانویه ۲۰۰۱  |
| ۱۶۲۸۱۷ | 2001 BX28   | ۲۰ ژانویه ۲۰۰۱  |
| ۱۶۲۸۱۸ | 2001 BF33   | ۲۰ ژانویه ۲۰۰۱  |
| ۱۶۲۸۱۹ | 2001 BD34   | ۲۰ ژانویه ۲۰۰۱  |
| ۱۶۲۸۲۰ | 2001 BK36   | ۱۹ ژانویه ۲۰۰۱  |
| ۱۶۲۸۲۱ | 2001 BV42   | ۱۹ ژانویه ۲۰۰۱  |
| ۱۶۲۸۲۲ | 2001 BD49   | ۲۱ ژانویه ۲۰۰۱  |
| ۱۶۲۸۲۳ | 2001 BV58   | ۲۱ ژانویه ۲۰۰۱  |
| ۱۶۲۸۲۴ | 2001 BK60   | ۲۹ ژانویه ۲۰۰۱  |
| ۱۶۲۸۲۵ | 2001 BO61   | ۲۶ ژانویه ۲۰۰۱  |
| ۱۶۲۸۲۶ | 2001 BE64   | ۲۹ ژانویه ۲۰۰۱  |
| ۱۶۲۸۲۷ | 2001 BT76   | ۲۶ ژانویه ۲۰۰۱  |
| ۱۶۲۸۲۷ | 2001 CG     | ۱ فوریه ۲۰۰۱    |
| ۱۶۲۸۲۹ | 2001 CX1    | ۱ فوریه ۲۰۰۱    |
| ۱۶۲۸۳۰ | 2001 CK2    | ۱ فوریه ۲۰۰۱    |
| ۱۶۲۸۳۱ | 2001 CV4    | ۱ فوریه ۲۰۰۱    |
| ۱۶۲۸۳۲ | 2001 CO6    | ۱ فوریه ۲۰۰۱    |
| ۱۶۲۸۳۳ | 2001 CS15   | ۱ فوریه ۲۰۰۱    |
| ۱۶۲۸۳۴ | 2001 CO17   | ۱ فوریه ۲۰۰۱    |
| ۱۶۲۸۳۵ | 2001 CA19   | ۲ فوریه ۲۰۰۱    |
| ۱۶۲۸۳۶ | 2001 CY22   | ۱ فوریه ۲۰۰۱    |
| ۱۶۲۸۳۷ | 2001 CB30   | ۲ فوریه ۲۰۰۱    |
| ۱۶۲۸۳۸ | 2001 CC36   | ۱۵ فوریه ۲۰۰۱   |
| ۱۶۲۸۳۹ | 2001 CX36   | ۱۳ فوریه ۲۰۰۱   |
| ۱۶۲۸۴۰ | 2001 DE3    | ۱۶ فوریه ۲۰۰۱   |
| ۱۶۲۸۴۱ | 2001 DF4    | ۱۶ فوریه ۲۰۰۱   |
| ۱۶۲۸۴۲ | 2001 DQ7    | ۱۶ فوریه ۲۰۰۱   |
| ۱۶۲۸۴۳ | 2001 DN13   | ۱۹ فوریه ۲۰۰۱   |
| ۱۶۲۸۴۴ | 2001 DV27   | ۱۷ فوریه ۲۰۰۱   |
| ۱۶۲۸۴۵ | 2001 DZ27   | ۱۷ فوریه ۲۰۰۱   |
| ۱۶۲۸۴۶ | 2001 DK28   | ۱۷ فوریه ۲۰۰۱   |
| ۱۶۲۸۴۷ | 2001 DA31   | ۱۷ فوریه ۲۰۰۱   |
| ۱۶۲۸۴۸ | 2001 DV31   | ۱۷ فوریه ۲۰۰۱   |
| ۱۶۲۸۴۹ | 2001 DN32   | ۱۷ فوریه ۲۰۰۱   |
| ۱۶۲۸۵۰ | 2001 DV34   | ۱۹ فوریه ۲۰۰۱   |
| ۱۶۲۸۵۱ | 2001 DF39   | ۱۹ فوریه ۲۰۰۱   |
| ۱۶۲۸۵۲ | 2001 DJ43   | ۱۹ فوریه ۲۰۰۱   |
| ۱۶۲۸۵۳ | 2001 DO43   | ۱۹ فوریه ۲۰۰۱   |
| ۱۶۲۸۵۴ | 2001 DE47   | ۱۹ فوریه ۲۰۰۱   |
| ۱۶۲۸۵۵ | 2001 DU50   | ۱۶ فوریه ۲۰۰۱   |
| ۱۶۲۸۵۶ | 2001 DN53   | ۲۰ فوریه ۲۰۰۱   |
| ۱۶۲۸۵۷ | 2001 DP70   | ۱۹ فوریه ۲۰۰۱   |
| ۱۶۲۸۵۸ | 2001 DZ71   | ۱۹ فوریه ۲۰۰۱   |
| ۱۶۲۸۵۹ | 2001 DW76   | ۲۱ فوریه ۲۰۰۱   |
| ۱۶۲۸۶۰ | 2001 DF102  | ۱۶ فوریه ۲۰۰۱   |
| ۱۶۲۸۶۱ | 2001 DY103  | ۱۶ فوریه ۲۰۰۱   |
| ۱۶۲۸۶۲ | 2001 DQ104  | ۱۶ فوریه ۲۰۰۱   |
| ۱۶۲۸۶۳ | 2001 EX4    | ۲ مارس ۲۰۰۱     |
| ۱۶۲۸۶۴ | 2001 EZ4    | ۲ مارس ۲۰۰۱     |
| ۱۶۲۸۶۵ | 2001 EP8    | ۲ مارس ۲۰۰۱     |
| ۱۶۲۸۶۶ | 2001 EB13   | ۴ مارس ۲۰۰۱     |
| ۱۶۲۸۶۷ | 2001 EA19   | ۱۴ مارس ۲۰۰۱    |
| ۱۶۲۸۶۸ | 2001 ET19   | ۱۵ مارس ۲۰۰۱    |
| ۱۶۲۸۶۹ | 2001 EF20   | ۱۵ مارس ۲۰۰۱    |
| ۱۶۲۸۷۰ | 2001 EY23   | ۱۵ مارس ۲۰۰۱    |
| ۱۶۲۸۷۱ | 2001 EO26   | ۲ مارس ۲۰۰۱     |
| ۱۶۲۸۷۲ | 2001 FP3    | ۱۸ مارس ۲۰۰۱    |
| ۱۶۲۸۷۳ | 2001 FB7    | ۱۸ مارس ۲۰۰۱    |
| ۱۶۲۸۷۴ | 2001 FV12   | ۱۹ مارس ۲۰۰۱    |
| ۱۶۲۸۷۵ | 2001 FD20   | ۱۹ مارس ۲۰۰۱    |
| ۱۶۲۸۷۶ | 2001 FC24   | ۱۹ مارس ۲۰۰۱    |
| ۱۶۲۸۷۷ | 2001 FB28   | ۱۹ مارس ۲۰۰۱    |
| ۱۶۲۸۷۸ | 2001 FU33   | ۱۸ مارس ۲۰۰۱    |
| ۱۶۲۸۷۹ | 2001 FM42   | ۱۸ مارس ۲۰۰۱    |
| ۱۶۲۸۸۰ | 2001 FS51   | ۱۸ مارس ۲۰۰۱    |
| ۱۶۲۸۸۱ | 2001 FT51   | ۱۸ مارس ۲۰۰۱    |
| ۱۶۲۸۸۲ | 2001 FD58   | ۲۴ مارس ۲۰۰۱    |
| ۱۶۲۸۸۳ | 2001 FM68   | ۱۹ مارس ۲۰۰۱    |
| ۱۶۲۸۸۴ | 2001 FR73   | ۱۹ مارس ۲۰۰۱    |
| ۱۶۲۸۸۵ | 2001 FW84   | ۲۶ مارس ۲۰۰۱    |
| ۱۶۲۸۸۶ | 2001 FT88   | ۲۶ مارس ۲۰۰۱    |
| ۱۶۲۸۸۷ | 2001 FD93   | ۱۶ مارس ۲۰۰۱    |
| ۱۶۲۸۸۸ | 2001 FJ106  | ۱۸ مارس ۲۰۰۱    |
| ۱۶۲۸۸۹ | 2001 FT116  | ۱۹ مارس ۲۰۰۱    |
| ۱۶۲۸۹۰ | 2001 FO138  | ۲۱ مارس ۲۰۰۱    |
| ۱۶۲۸۹۱ | 2001 FS169  | ۲۳ مارس ۲۰۰۱    |
| ۱۶۲۸۹۲ | 2001 GW1    | ۱۳ آوریل ۲۰۰۱   |
| ۱۶۲۸۹۳ | 2001 GK3    | ۱۴ آوریل ۲۰۰۱   |
| ۱۶۲۸۹۳ | 2001 HD     | ۱۶ آوریل ۲۰۰۱   |
| ۱۶۲۸۹۵ | 2001 HR4    | ۱۶ آوریل ۲۰۰۱   |
| ۱۶۲۸۹۶ | 2001 HG11   | ۱۸ آوریل ۲۰۰۱   |
| ۱۶۲۸۹۷ | 2001 HB15   | ۲۳ آوریل ۲۰۰۱   |
| ۱۶۲۸۹۸ | 2001 HK22   | ۲۴ آوریل ۲۰۰۱   |
| ۱۶۲۸۹۹ | 2001 HB27   | ۲۷ آوریل ۲۰۰۱   |
| ۱۶۲۹۰۰ | 2001 HG31   | ۲۴ آوریل ۲۰۰۱   |
| ۱۶۲۹۰۱ | 2001 HF46   | ۱۷ آوریل ۲۰۰۱   |
| ۱۶۲۹۰۲ | 2001 HM62   | ۲۶ آوریل ۲۰۰۱   |
| ۱۶۲۹۰۳ | 2001 JV2    | ۱۵ مه ۲۰۰۱      |
| ۱۶۲۹۰۴ | 2001 JV10   | ۱۵ مه ۲۰۰۱      |
| ۱۶۲۹۰۵ | 2001 KV5    | ۱۷ مه ۲۰۰۱      |
| ۱۶۲۹۰۶ | 2001 KY10   | ۱۸ مه ۲۰۰۱      |
| ۱۶۲۹۰۷ | 2001 KJ21   | ۲۳ مه ۲۰۰۱      |
| ۱۶۲۹۰۸ | 2001 KD39   | ۲۲ مه ۲۰۰۱      |
| ۱۶۲۹۰۹ | 2001 KQ41   | ۲۴ مه ۲۰۰۱      |
| ۱۶۲۹۱۰ | 2001 KW52   | ۱۸ مه ۲۰۰۱      |
| ۱۶۲۹۱۱ | 2001 LL5    | ۶ ژوئن ۲۰۰۱     |
| ۱۶۲۹۱۲ | 2001 MD12   | ۲۱ ژوئن ۲۰۰۱    |
| ۱۶۲۹۱۳ | 2001 MT18   | ۲۸ ژوئن ۲۰۰۱    |
| ۱۶۲۹۱۴ | 2001 NL7    | ۱۳ ژوئیه ۲۰۰۱   |
| ۱۶۲۹۱۵ | 2001 NF19   | ۱۴ ژوئیه ۲۰۰۱   |
| ۱۶۲۹۱۶ | 2001 NJ20   | ۱۳ ژوئیه ۲۰۰۱   |
| ۱۶۲۹۱۷ | 2001 OW1    | ۱۸ ژوئیه ۲۰۰۱   |
| ۱۶۲۹۱۸ | 2001 OX5    | ۱۷ ژوئیه ۲۰۰۱   |
| ۱۶۲۹۱۹ | 2001 OM6    | ۱۷ ژوئیه ۲۰۰۱   |
| ۱۶۲۹۲۰ | 2001 OF9    | ۲۰ ژوئیه ۲۰۰۱   |
| ۱۶۲۹۲۱ | 2001 OL11   | ۱۷ ژوئیه ۲۰۰۱   |
| ۱۶۲۹۲۲ | 2001 OY13   | ۱۹ ژوئیه ۲۰۰۱   |
| ۱۶۲۹۲۳ | 2001 OH24   | ۱۶ ژوئیه ۲۰۰۱   |
| ۱۶۲۹۲۴ | 2001 OS27   | ۱۸ ژوئیه ۲۰۰۱   |
| ۱۶۲۹۲۵ | 2001 OG33   | ۱۹ ژوئیه ۲۰۰۱   |
| ۱۶۲۹۲۶ | 2001 OB36   | ۲۴ ژوئیه ۲۰۰۱   |
| ۱۶۲۹۲۷ | 2001 OF49   | ۱۷ ژوئیه ۲۰۰۱   |
| ۱۶۲۹۲۸ | 2001 ON76   | ۲۲ ژوئیه ۲۰۰۱   |
| ۱۶۲۹۲۹ | 2001 OO80   | ۳۰ ژوئیه ۲۰۰۱   |
| ۱۶۲۹۳۰ | 2001 OA82   | ۲۶ ژوئیه ۲۰۰۱   |
| ۱۶۲۹۳۱ | 2001 OP82   | ۲۷ ژوئیه ۲۰۰۱   |
| ۱۶۲۹۳۲ | 2001 OP84   | ۱۸ ژوئیه ۲۰۰۱   |
| ۱۶۲۹۳۳ | 2001 OR88   | ۲۱ ژوئیه ۲۰۰۱   |
| ۱۶۲۹۳۴ | 2001 OD93   | ۲۴ ژوئیه ۲۰۰۱   |
| ۱۶۲۹۳۵ | 2001 OO98   | ۲۶ ژوئیه ۲۰۰۱   |
| ۱۶۲۹۳۶ | 2001 OD102  | ۲۸ ژوئیه ۲۰۰۱   |
| ۱۶۲۹۳۷ | 2001 PQ9    | ۱۲ اوت ۲۰۰۱     |
| ۱۶۲۹۳۸ | 2001 PC11   | ۸ اوت ۲۰۰۱      |
| ۱۶۲۹۳۹ | 2001 PA12   | ۱۱ اوت ۲۰۰۱     |
| ۱۶۲۹۴۰ | 2001 PY20   | ۱۰ اوت ۲۰۰۱     |
| ۱۶۲۹۴۱ | 2001 PM25   | ۱۱ اوت ۲۰۰۱     |
| ۱۶۲۹۴۲ | 2001 PK43   | ۱۳ اوت ۲۰۰۱     |
| ۱۶۲۹۴۳ | 2001 QZ18   | ۱۶ اوت ۲۰۰۱     |
| ۱۶۲۹۴۴ | 2001 QH34   | ۱۶ اوت ۲۰۰۱     |
| ۱۶۲۹۴۵ | 2001 QO35   | ۱۶ اوت ۲۰۰۱     |
| ۱۶۲۹۴۶ | 2001 QS38   | ۱۶ اوت ۲۰۰۱     |
| ۱۶۲۹۴۷ | 2001 QY38   | ۱۶ اوت ۲۰۰۱     |
| ۱۶۲۹۴۸ | 2001 QD43   | ۱۶ اوت ۲۰۰۱     |
| ۱۶۲۹۴۹ | 2001 QW44   | ۱۶ اوت ۲۰۰۱     |
| ۱۶۲۹۵۰ | 2001 QK47   | ۱۶ اوت ۲۰۰۱     |
| ۱۶۲۹۵۱ | 2001 QU55   | ۱۶ اوت ۲۰۰۱     |
| ۱۶۲۹۵۲ | 2001 QC62   | ۱۶ اوت ۲۰۰۱     |
| ۱۶۲۹۵۳ | 2001 QY63   | ۱۶ اوت ۲۰۰۱     |
| ۱۶۲۹۵۴ | 2001 QB93   | ۲۲ اوت ۲۰۰۱     |
| ۱۶۲۹۵۵ | 2001 QA106  | ۱۸ اوت ۲۰۰۱     |
| ۱۶۲۹۵۶ | 2001 QF119  | ۱۷ اوت ۲۰۰۱     |
| ۱۶۲۹۵۷ | 2001 QU122  | ۱۹ اوت ۲۰۰۱     |
| ۱۶۲۹۵۸ | 2001 QL132  | ۲۰ اوت ۲۰۰۱     |
| ۱۶۲۹۵۹ | 2001 QW143  | ۲۱ اوت ۲۰۰۱     |
| ۱۶۲۹۶۰ | 2001 QX160  | ۲۳ اوت ۲۰۰۱     |
| ۱۶۲۹۶۱ | 2001 QC165  | ۲۲ اوت ۲۰۰۱     |
| ۱۶۲۹۶۲ | 2001 QT171  | ۲۵ اوت ۲۰۰۱     |
| ۱۶۲۹۶۳ | 2001 QZ172  | ۲۵ اوت ۲۰۰۱     |
| ۱۶۲۹۶۴ | 2001 QM206  | ۲۳ اوت ۲۰۰۱     |
| ۱۶۲۹۶۵ | 2001 QS207  | ۲۳ اوت ۲۰۰۱     |
| ۱۶۲۹۶۶ | 2001 QR208  | ۲۳ اوت ۲۰۰۱     |
| ۱۶۲۹۶۷ | 2001 QK219  | ۲۳ اوت ۲۰۰۱     |
| ۱۶۲۹۶۸ | 2001 QT226  | ۲۴ اوت ۲۰۰۱     |
| ۱۶۲۹۶۹ | 2001 QT232  | ۲۴ اوت ۲۰۰۱     |
| ۱۶۲۹۷۰ | 2001 QK240  | ۲۴ اوت ۲۰۰۱     |
| ۱۶۲۹۷۱ | 2001 QU256  | ۲۵ اوت ۲۰۰۱     |
| ۱۶۲۹۷۲ | 2001 QL272  | ۱۹ اوت ۲۰۰۱     |
| ۱۶۲۹۷۳ | 2001 QV273  | ۱۹ اوت ۲۰۰۱     |
| ۱۶۲۹۷۴ | 2001 QC276  | ۱۹ اوت ۲۰۰۱     |
| ۱۶۲۹۷۵ | 2001 QS279  | ۱۹ اوت ۲۰۰۱     |
| ۱۶۲۹۷۶ | 2001 QJ288  | ۱۷ اوت ۲۰۰۱     |
| ۱۶۲۹۷۷ | 2001 QY294  | ۲۴ اوت ۲۰۰۱     |
| ۱۶۲۹۷۸ | 2001 QD333  | ۱۹ اوت ۲۰۰۱     |
| ۱۶۲۹۷۹ | 2001 RA12   | ۱۰ سپتامبر ۲۰۰۱ |
| ۱۶۲۹۸۰ | 2001 RR17   | ۱۱ سپتامبر ۲۰۰۱ |
| ۱۶۲۹۸۱ | 2001 RQ30   | ۷ سپتامبر ۲۰۰۱  |
| ۱۶۲۹۸۲ | 2001 RM50   | ۱۰ سپتامبر ۲۰۰۱ |
| ۱۶۲۹۸۳ | 2001 RP53   | ۱۲ سپتامبر ۲۰۰۱ |
| ۱۶۲۹۸۴ | 2001 RM104  | ۱۲ سپتامبر ۲۰۰۱ |
| ۱۶۲۹۸۵ | 2001 RH110  | ۱۲ سپتامبر ۲۰۰۱ |
| ۱۶۲۹۸۶ | 2001 RC113  | ۱۲ سپتامبر ۲۰۰۱ |
| ۱۶۲۹۸۷ | 2001 RC125  | ۱۲ سپتامبر ۲۰۰۱ |
| ۱۶۲۹۸۸ | 2001 RN128  | ۱۲ سپتامبر ۲۰۰۱ |
| ۱۶۲۹۸۹ | 2001 SJ35   | ۱۶ سپتامبر ۲۰۰۱ |
| ۱۶۲۹۹۰ | 2001 SR54   | ۱۶ سپتامبر ۲۰۰۱ |
| ۱۶۲۹۹۱ | 2001 SY69   | ۱۷ سپتامبر ۲۰۰۱ |
| ۱۶۲۹۹۲ | 2001 SJ73   | ۱۸ سپتامبر ۲۰۰۱ |
| ۱۶۲۹۹۳ | 2001 SY88   | ۲۰ سپتامبر ۲۰۰۱ |
| ۱۶۲۹۹۴ | 2001 SN92   | ۲۰ سپتامبر ۲۰۰۱ |
| ۱۶۲۹۹۵ | 2001 SN95   | ۲۰ سپتامبر ۲۰۰۱ |
| ۱۶۲۹۹۶ | 2001 SQ98   | ۲۰ سپتامبر ۲۰۰۱ |
| ۱۶۲۹۹۷ | 2001 SP111  | ۲۰ سپتامبر ۲۰۰۱ |
| ۱۶۲۹۹۸ | 2001 SK162  | ۱۷ سپتامبر ۲۰۰۱ |
| ۱۶۲۹۹۹ | 2001 SW167  | ۱۹ سپتامبر ۲۰۰۱ |
| ۱۶۳۰۰۰ | 2001 SW169  | ۱۹ سپتامبر ۲۰۰۱ |